# St. Gallen-Gais-Appenzell-Altstätten-Bahn

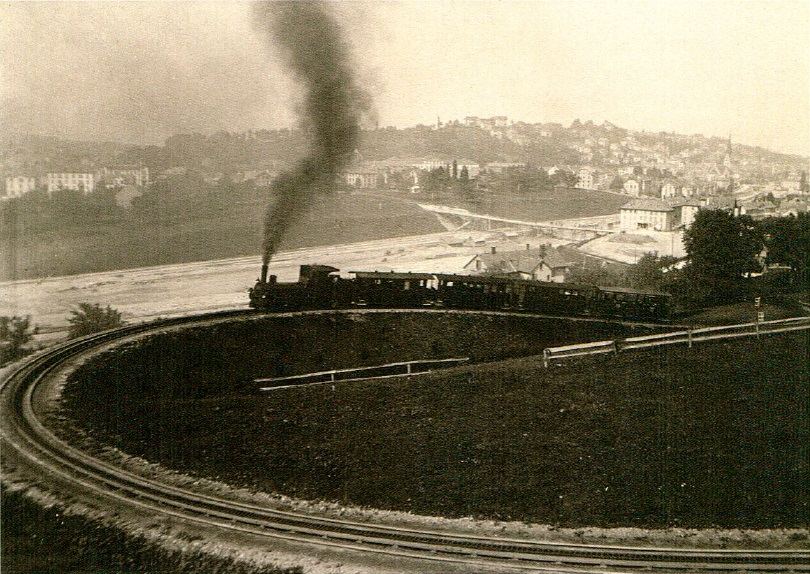
Die Fahrt mit der ASt galt nach ihrer Eröffnung als Attraktion. Ruckhaldekurve mit Blick auf die Stadt St. Gallen.

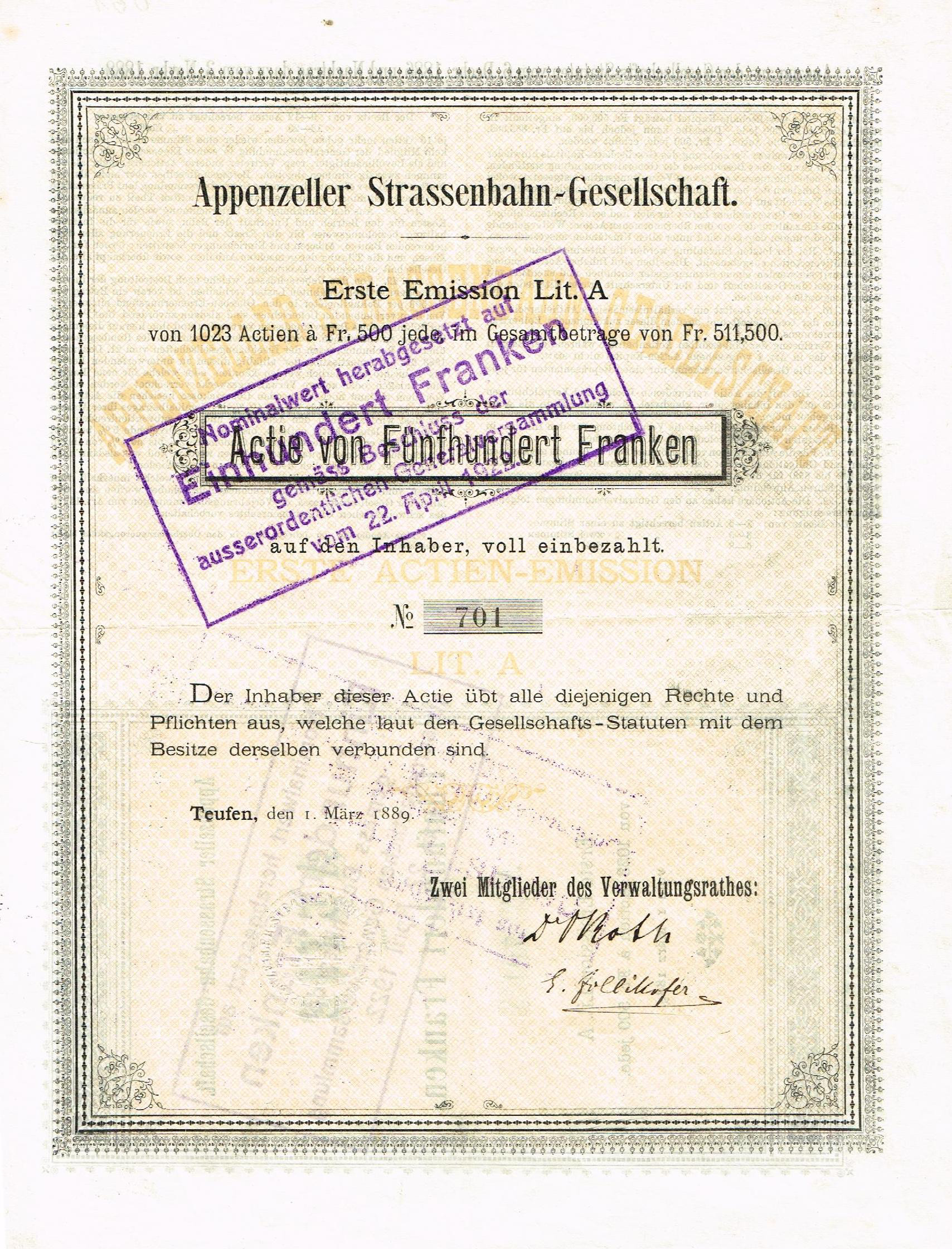
Gründeraktie der Appenzeller Strassenbahn-Gesellschaft von 1889

Die St. Gallen-Gais-Appenzell-Altstätten-Bahn (SGA) war eine Schweizer Bahngesellschaft, die von 1889 bis 1987 existierte. Vor der Elektrifizierung 1931 hiess die Bahn Appenzeller Strassenbahn (ASt). Im Volksmund wurde sie Gaiserbahn genannt. Sie betrieb die meterspurigen und teilweise mit Zahnstange versehenen Strecken:
- St. Gallen–Appenzell und
- ab 1947 Altstätten–Gais

Per 1. Januar 1988 fusionierte sie mit der Appenzeller Bahn (AB) zu den Appenzeller Bahnen (AB), die bis heute die obengenannten Strecken, grossteils auf Reibungsantrieb umgestellt, weiterbetreiben.

## Appenzeller-Strassenbahn-Gesellschaft
Durch die Appenzeller Strassenbahn (ASt) wurde am 1. Oktober 1889 die Strecke St. Gallen–Gais eröffnet. Die Fortsetzung von Gais nach Appenzell folgte am 1. Juli 1904. Obwohl die ASt in erster Linie auf den Personenverkehr ausgerichtet war und ein dichtes Stationsnetz bediente, handelte es sich nicht um eine eigentliche Trambahn, sondern um eine gemischte Adhäsions- und Zahnradbahn.

### Vorgeschichte

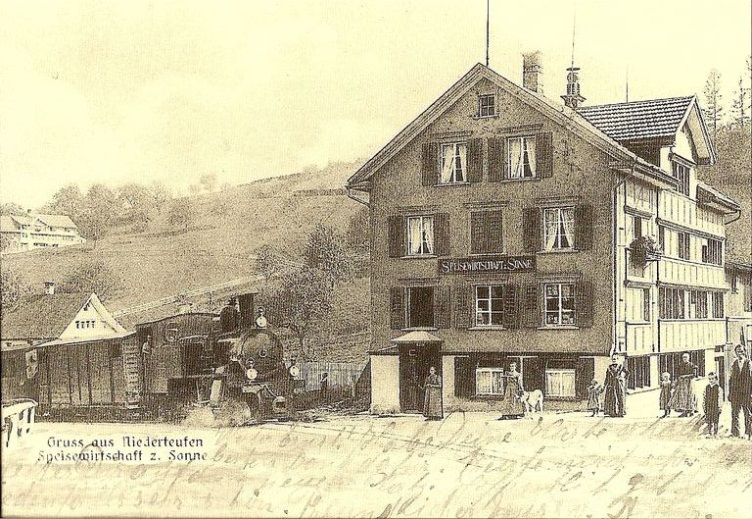
Die Appenzeller Landsgemeinde erlaubte der ASt die Mitbenutzung der Strasse. Zug der ASt in Niederteufen.

Als erste Eisenbahnlinie im Kanton Appenzell Ausserrhoden wurde 1875 die Schmalspurstrecke von Winkeln über Herisau nach Urnäsch eröffnet. 1886 erfolgte die Fortsetzung nach Appenzell. Im gleichen Jahr konnte die normalspurige Rorschach-Heiden-Bergbahn (RHB) ihren Betrieb aufnehmen.
Kräfte aus dem Appenzeller Mittelland machten sich für eine Bahnverbindung von St. Gallen über Teufen und Bühler nach Gais stark. Auch die Stadt St. Gallen und die normalspurigen Vereinigten Schweizerbahnen (VSB), deren Strecke von St. Gallen nach Winterthur und Chur führte, waren am Bahnbau interessiert. Die prekäre Finanzsituation führte zur Idee, die Strecke als Überlandstrassenbahn auszuführen, trotz den andauernd wechselnden Steigungen und den engen Kurven der Strasse. Adolf Klose, damals Maschineninspektor bei den VSB, entwickelte einen Lokomotivtyp für gemischten Adhäsions- und Zahnradantrieb und Radialeinstellung der Achsen im Kurvenlauf (Klose-Lenkwerk). Diese Maschinen mit 75 cm Spurweite hätten Kurven von 20 Meter Radius befahren können und wären für die geplante Strecke geeignet gewesen.
Auf Druck der Behörden wurde die Meterspur gewählt, wodurch sich der Minimalradius auf 30 Meter vergrösserte. Klose passte die Lokomotivkonstruktion der neu gewählten Spurweite an. Die Landsgemeinde Ausserrhodens bewilligte im Jahre 1884, das Bahngleis auf die Staatsstrasse zu verlegen. Allerdings musste die Strasse eine restliche Breite von 4,8 Metern aufweisen. St. Gallen untersagte die Benützung der städtischen Strassen. Deshalb führte die Strecke vom Bahnhof St. Gallen bis nach Riethüsli über ein eigenes Trassee, das den Höhenunterschied mit damals 92 Promille Steigung und 30 Meter Radius in der Ruckhaldekurve überwand.

### Bahnbau

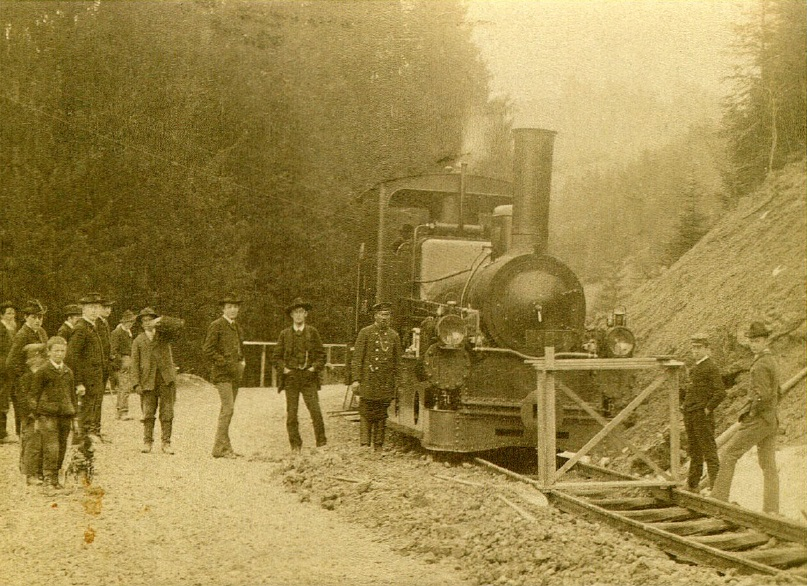
HG 2/3 Nr. 1 im Einsatz als Baulokomotive kurz vor der Lustmühle

Nach der am 7. September 1887 erfolgten Gründung der Appenzeller-Strassenbahn-Gesellschaft (ASt) konnte mit dem Bau begonnen werden. Strecken mit über 45 Promille Steigung wurden mit Zahnstangen des Systems Riggenbach-Klose versehen. Der Oberbau bestand aus 9 Meter langen Schienen mit einer Masse von 25 kg/m. Grössere Kunstbauten waren nicht erforderlich.
Von November 1887 bis April 1888 wurden die Erdarbeiten in der wasserreichen und lehmigen Ruckhalde eingestellt, weil man Erdrutsche beim Auftauen befürchtete. Nachdem die erste Lokomotive bereits auf Weihnachten 1888 eingetroffen war, setzte man sie vorerst als Baulokomotive ein und konnte ab Frühjahr 1888 den Ruckhaldeabschnitt zügig vollenden. Am 30. September 1889 wurde die Strecke der Appenzeller Strassenbahn festlich eröffnet.

### Damaliger Streckenverlauf

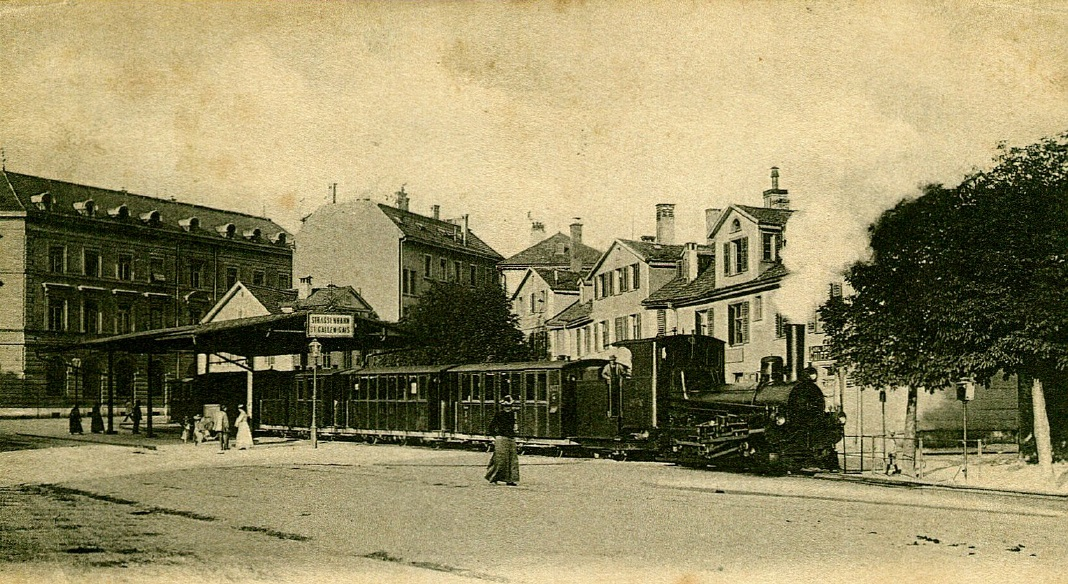
Der erste Bahnhof der Appenzeller Strassenbahn in St. Gallen

Die ASt hatte ihren damaligen Ausgangspunkt in St. Gallen auf dem Bahnhofplatz vor der heutigen Hauptpost. Dort stand zwar kein eigentliches Bahnhofgebäude, aber eine bescheidene «Abfahrtshalle» samt Drehscheibe. Die nötigen Diensträume wurden gemietet. Nach der Leonhardstrasse, die damals die Gleise noch mit einem Bahnübergang kreuzte, befanden sich an Stelle des SBB-Güterbahnhofes die viergleisigen Umladanlagen und Abstellgleise für die Schmalspurbahn. Bis 1901 fuhr die ASt entlang des damals einzigen VSB-Streckengleises in Richtung Bruggen und schwenkte erst vor der Kirche St. Otmar in das bis 2018 benutzte Trassee. Von dort führte der mit Zahnstange versehene Abschnitt mit der Ruckhaldekurve rund 80 Meter in die Höhe. Er erlaubte eine schöne Aussicht auf die westlichen Stadtteile und galt früher bei Eisenbahnfachleuten und Touristen als Attraktion. Bei Riethüsli überquerte die Bahn die Teufenerstrasse und blieb von hier an bis nach Gais mehrheitlich links der Strasse.
Kurz vor der Lustmühle begann ein weiterer Zahnstangenabschnitt bis nach Niederteufen. Sternen ist ein weiterer Haltepunkt, bevor der Bahnhof Teufen erreicht wird. Die in den Haltestellen einsteigenden Fahrgäste konnten ihre Billette jeweils in der benachbarten Wirtschaft kaufen. Damit das Zugspersonal bemerkte, dass jemand einsteigen wollte, wurden an den Fassaden rote Wendescheiben, später Lampen befestigt. Vor dem Bahnhof Teufen befand sich bis 1909 ein kurzer Zahnstangenabschnitt. Bis dahin lag der Bahnhof Teufen gegenüber der Kirche. Die Diensträume waren im einstigen «Hôtel des Alpes», wo sich heute die Dorfbibliothek befindet, angemietet. Am Dorfausgang nach der seinerzeitigen Haltestelle Linde folgt vor der Goldibachbrücke ein Gefälle, das damals mittels Zahnstange bewältigt wurde. Unweit der früheren Haltestelle Rose, wo im gleichnamigen Restaurant die Billette verkauft wurden, befindet sich seit 1993 die Kreuzungsstation Steigbach.
Die Station Bühler liegt auf der rechten Strassenseite, so dass die Bahn vor und nach dem Dorf die Strasse queren muss. Bis 1968 war Bühler ein Inselbahnhof; das Hauptgleis lag auf der Strassenseite, das Kreuzungs- und Gütergleis auf der Südseite. Das Stationsgebäude diente, wie jenes von Gais und später auch Bühler, gleichzeitig für die Post und als Ortszentrale für die Telefonbetriebe. Ein letzter Zahnradabschnitt diente zur Überwindung der Steigung zwischen Bühler und Zweibrücken im Strahlholz. Das letzte Teilstück bis zum damaligen Endbahnhof Gais legt die Bahn wieder auf eigenem Trassee zurück.

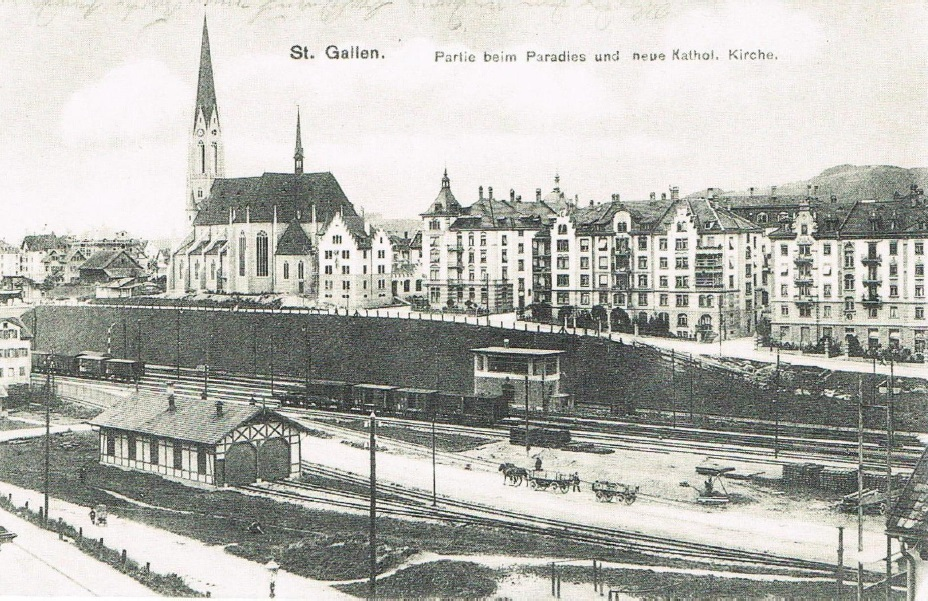
Remise der ASt auf dem Areal des späteren Güterbahnhofs der SBB in St. Gallen, hinten Pfarrkirche St. Otmar
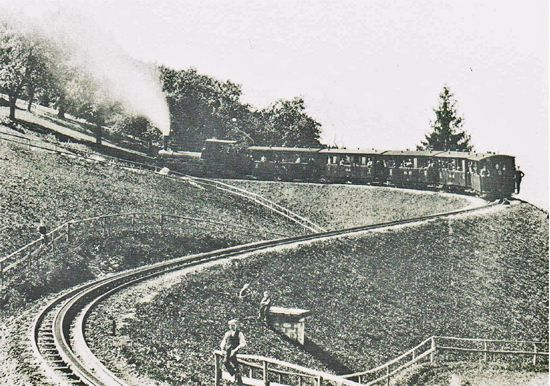
Durch die Ruckhaldekurve oberhalb St. Gallens zwängt sich ein Dampfzug nach Riethüsli hinauf.
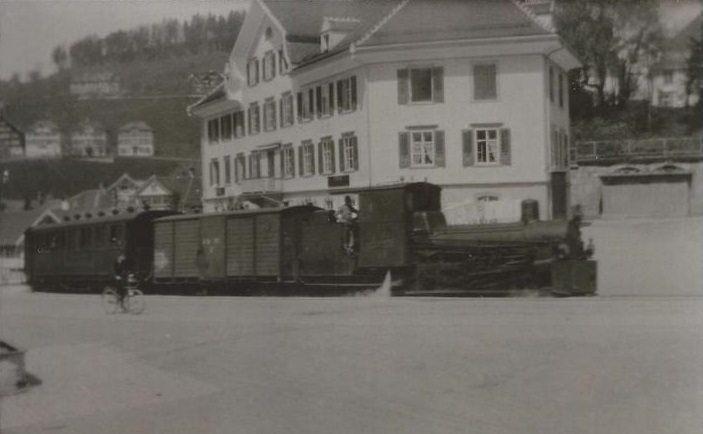
Zugseinfahrt im alten Bahnhof Teufen. Im linken Teil war das Post- und Telegrafenamt untergebracht, im rechten Teil das Stationsbüro, der Wartsaal und die Direktion der ASt.
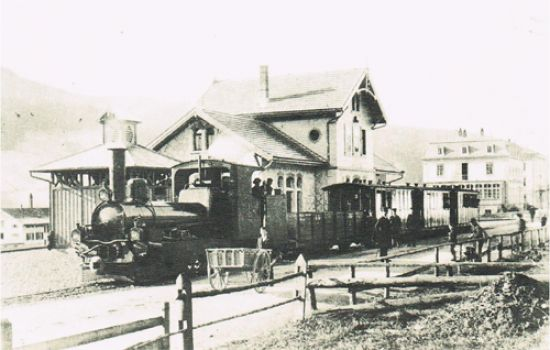
Ein gemischter Personen- und Güterzug auf dem strassenseitigen Gleis der Station Bühler
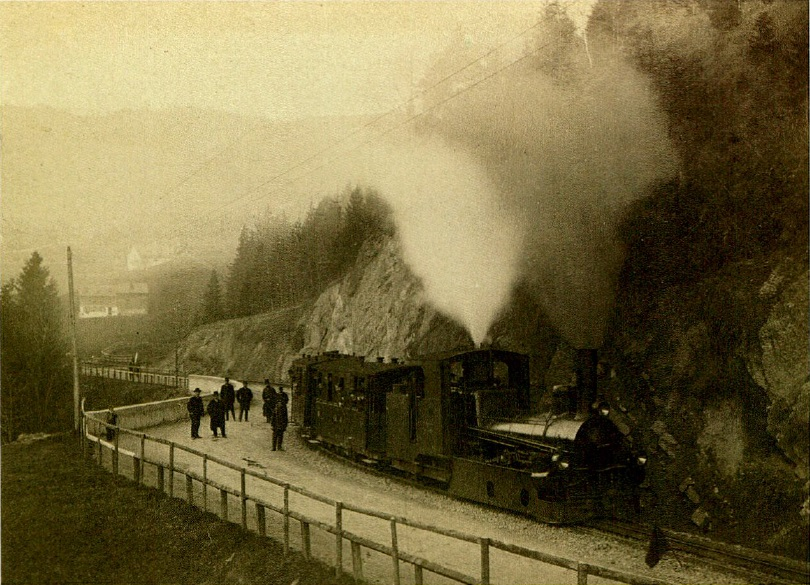
Eröffnungszug der Appenzeller Strassenbahn im Strahlholz zwischen Bühler und Gais
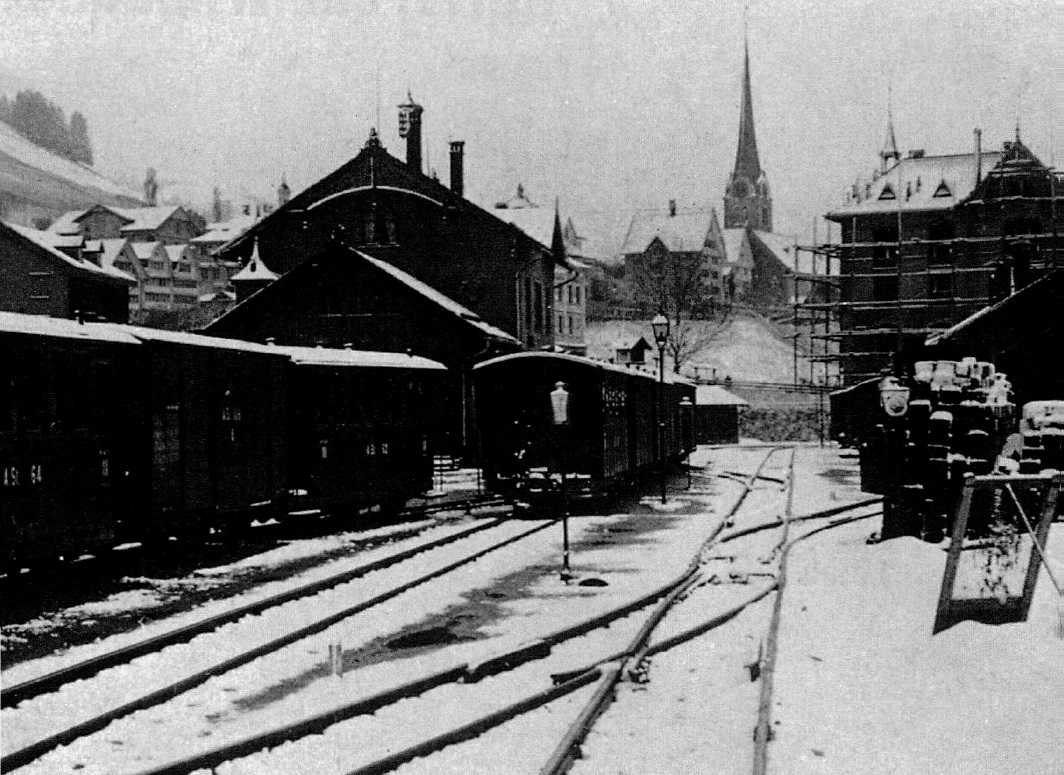
Gais war bis 1904 Endstation der ASt

Siehe auch:
Die heutige Streckenführung ist im Abschnitt Streckenbeschreibung des Artikels Bahnstrecke Appenzell–St. Gallen–Trogen beschrieben.

### Zahnstangenabschnitte

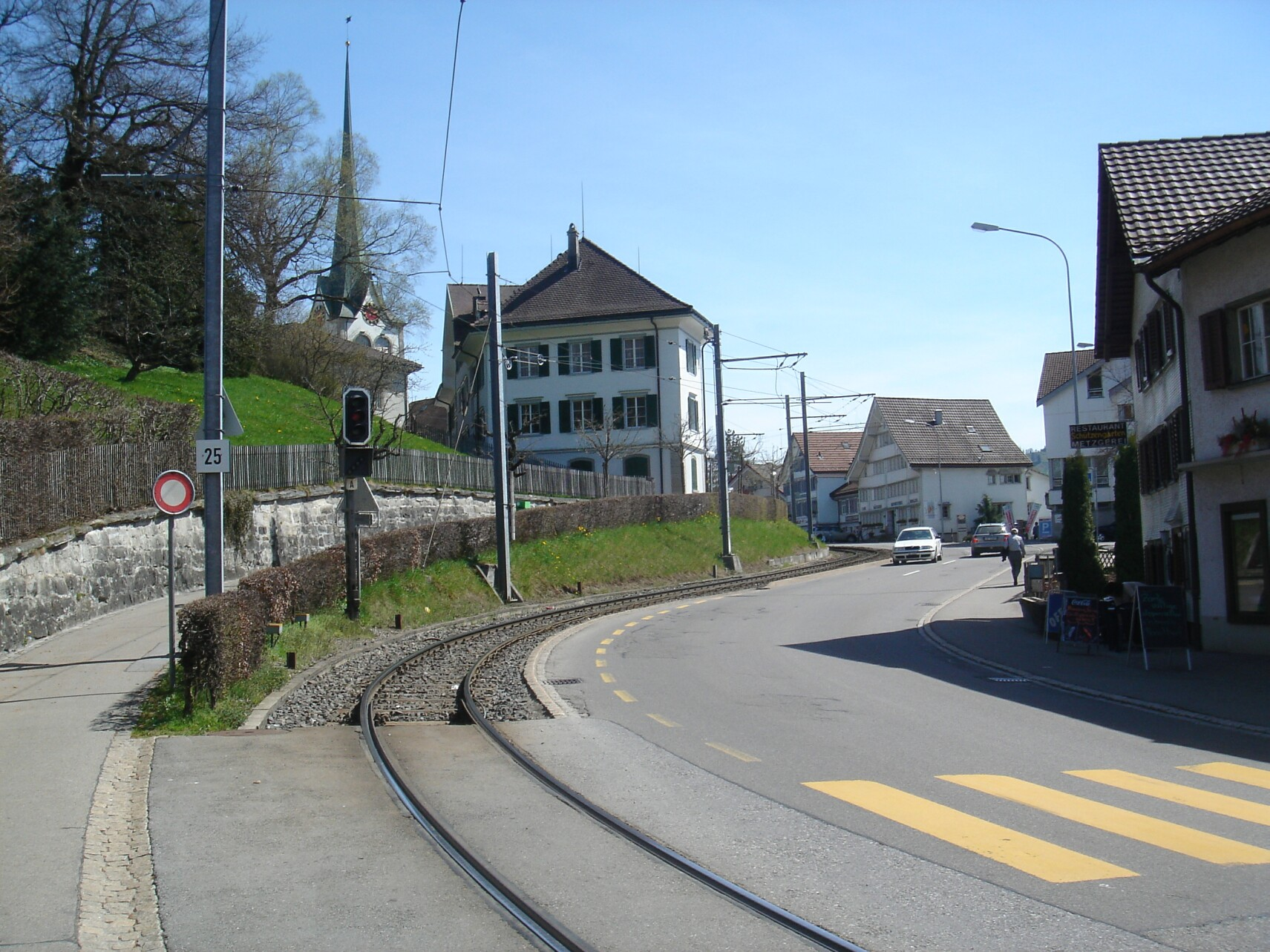
Streckenführung in Teufen. Der Fussweg links war von 1889 bis 1909 das Trassee der Zahnradstrecke zum alten Bahnhof (Gebäude in Bildmitte, ehemals Hôtel des Alpes, heute Grubenmann-Museum)

Beim Bau der Strecke hatte der leitende Ingenieur Adolf Klose erstmals das von ihm entwickelte Zahnstangensystem Riggenbach-Klose auf sechs Abschnitten mit einer Gesamtlänge von 3,2 Kilometern einsetzen lassen. Mit der Streckenverlängerung nach Appenzell, welche den siebten und längsten Zahnstangenabschnitt enthielt, wuchs die Gesamtlänge 1904 auf 4,9 Kilometer an. Aber bereits 1909 wurde der kürzeste Abschnitt in Teufen durch eine Neutrassierung überflüssig.
Zwischen 1978 und 1983 wurden schliesslich fünf der sechs Zahnstangenabschnitte durch Neutrassierungen systematisch beseitigt. Es verblieb vorerst nur ein knapp einen Kilometer langer Zahnstangenabschnitt auf St. Galler Stadtgebiet zwischen Bahnhof und Riethüsli. Er wies eine 180°-Kehre mit einem Radius von 30 m auf. Für dessen Ersatz durch einen Tunnel, für den 1976 ein ausführungsreifes Projekt vorlag, reichte damals das Geld nicht. Bei der Erneuerung des Abschnitts kamen Zahnstangen der Systeme Riggenbach-Klose (ursprüngliche Variante, neu hergestellt für den 30-Meter-Radius), Strub (neuwertige Zahnstangen ex Bergbahn Luchon–Superbagnères) und Von Roll (oberster Abschnitt, 234 m) zum Einbau, die untereinander kompatibel sind. Bis 1988 war die Modernisierung abgeschlossen.
Der nach 1985 einzige verbliebene Zahnstangenabschnitt wurde im Zuge des Baus der Durchmesserlinie Appenzell–St. Gallen–Trogen am Ostermontag 2018 zum letzten Mal befahren und anschliessend rückgebaut. Ab Oktober 2018 wurde er durch eine Adhäsionsstrecke im neu gebauten Ruckhaldetunnel ersetzt.
Eine Übersicht über Länge und Steigung der Zahnstangenabschnitte bietet folgende Übersicht:

| Nr. | Abschnitt                           | Länge          | Neigung¹ | Aufhebung          | Massnahme                                                                                              | Neigung neu |
| --- | ----------------------------------- | -------------- | -------- | ------------------ | --- | ----------- |
| 1 | Ruckhalde, St. Gallen–Riethüsli     | 0978 m²        | +92 ‰    | 2. April 2018      | Modernisierung 1980/81, Zahnradabschnitt neu 946 m, Zahnstangen Riggenbach, Strub und Lamelle gemischt | +100 ‰      |
| 2 | Watt–Lustmühle                      | 0319 m         | +52 ‰    | 1932               | Entfernung der Zahnstange nach Elektrifikation                                                         | 0+52 ‰      |
| 3 | Lustmühle–Niederteufen              | 0768 m 0734 m³ | +69 ‰    | 25. September 1985 | Entfernung der Zahnstange                                                                              | 0+69 ‰      |
| 4 | Alter Bahnhof Teufen                | 0086 m         | +90 ‰    | 1909               | Verlegung des Bahnhofs, Gleis entlang Strasse                                                          | 0+38 ‰      |
| 5 | Lindenstich, Teufen–Goldibachbrücke | 0360 m⁴        | −86 ‰    | 22. Juni 1976      | Neubau einer höher gelegenen Brücke für Bahn und Strasse                                               | 0−63 ‰      |
| 6 | Strahlholz, Bühler–Zweibrücken      | 0719 m         | +87 ‰    | 23. April 1983     | Neue Linienführung oberhalb statt entlang der Strasse                                                  | 0+60 ‰      |
| 7a | Rössli–Hirschberg                   | 1214 m         | −63 ‰    | 1977/78            | Entfernung der Zahnstange                                                                              | 0−63 ‰⁵     |
| 7b | Hirschberg–Sitterbrücke Appenzell   | 0444 m         | −82 ‰    | 27. Mai 1978       | Neubaustrecke, 572 m länger                                                                            | 0−50 ‰      |
| ¹Positiver Wert = Steigung in Richtung Appenzell, negativer Wert = Steigung in Richtung St. Gallen ²Wert nach Quelle [1], S. 21, laut Quelle [3] vor Aufhebung 997 m ³Wert gültig ab 1973 nach Streckenverlegung mit Zahnstange Strub im Zuge der Strassenverbreiterung ⁴Wert nach Quelle [1], S. 21, laut Quelle [3] vor Aufhebung noch 250 m ⁵Laut Quelle [2] heute 65 ‰ |                                     |                |          |                    | |             |

### Rollmaterial

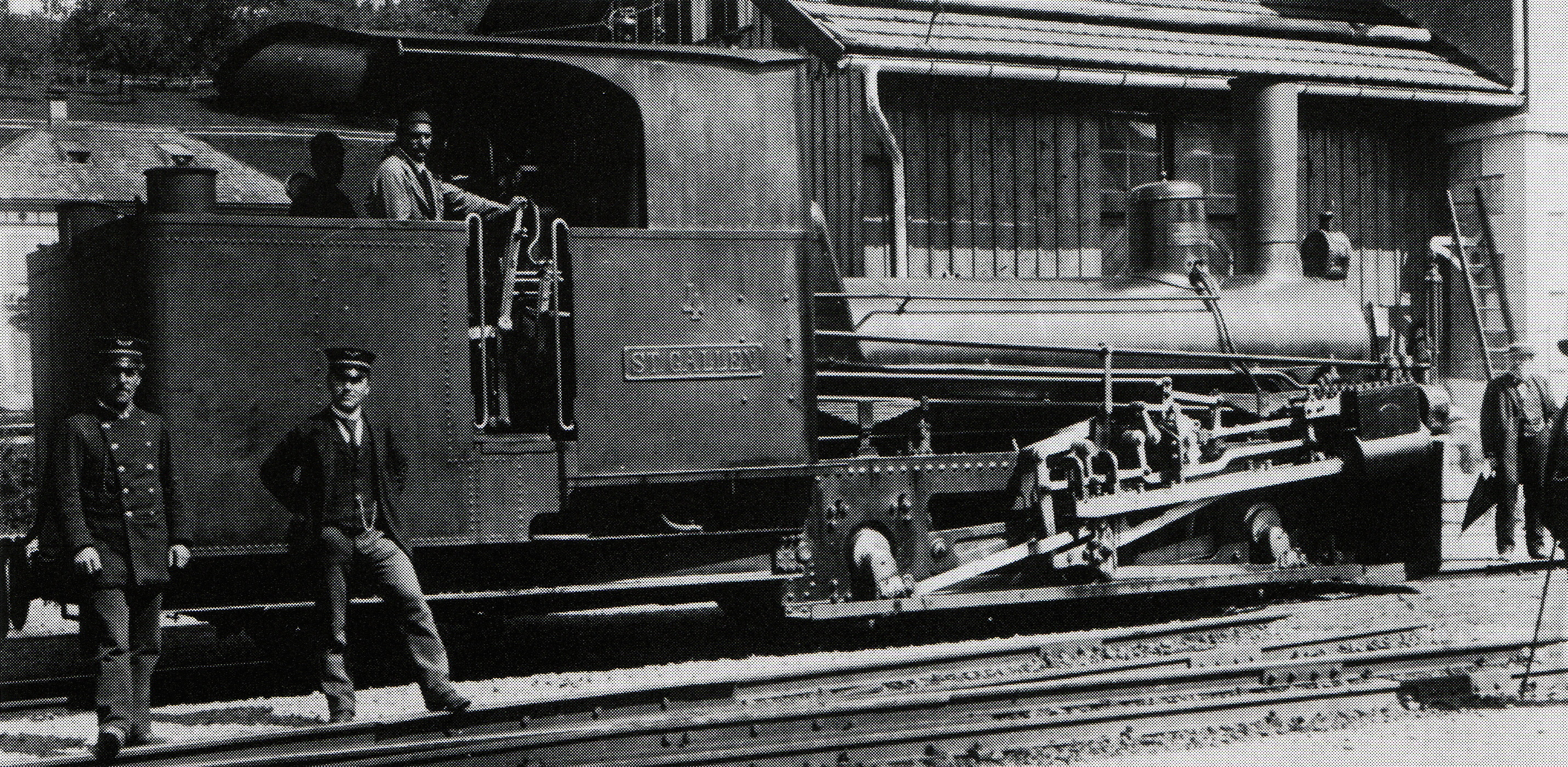
Die HG 2/3 waren die ersten Vierzylinder-Verbundlokomotiven der Welt

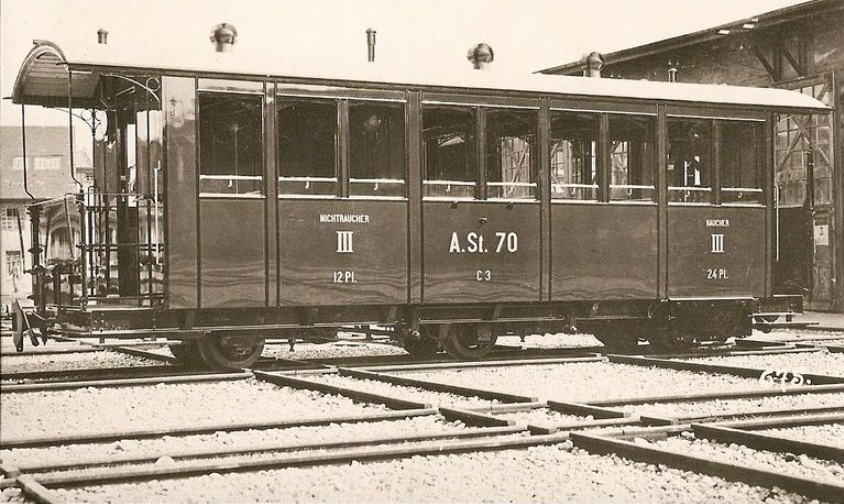
Dreiachsiger, von Klose konstruierter Drittklasswagen Nr. 70 der ASt

Die von Klose konstruierten und von der Schweizerischen Lokomotiv- und Maschinenfabrik (SLM) gelieferten Stütztenderlokomotiven HG 2/3 1–4 mit radial einstellbaren Achsen waren die ersten Vierzylinder-Verbundlokomotiven der Welt. Die Ausführung gestaltete sich wegen der neuartigen Klose-Lenkachsen schwierig. Die ersten drei Lokomotiven erhielten die Namen Gais, Teufen und Bühler. Der wegen der guten Frequenzen 1890 gelieferte Nachzügler Nr. 4 erhielt den Namen St. Gallen. Die komplizierten Lokomotiven bewährten sich nur zum Teil. Sie wurden stark beansprucht, was sich im aufwendigen Unterhalt und in den vielen Störungen zeigte.
Die von Klose konstruierten Wagen wurden von der VSB-Werkstätte Chur gebaut. Alle Wagen besassen Druckluftbremsen des Systems Klose und waren dreiachsig. Die mittlere Achse war mit einer Zahnradbremse, die beiden Endachsen mit einer Adhäsionsbremse ausgerüstet.

### Fortsetzung nach Appenzell

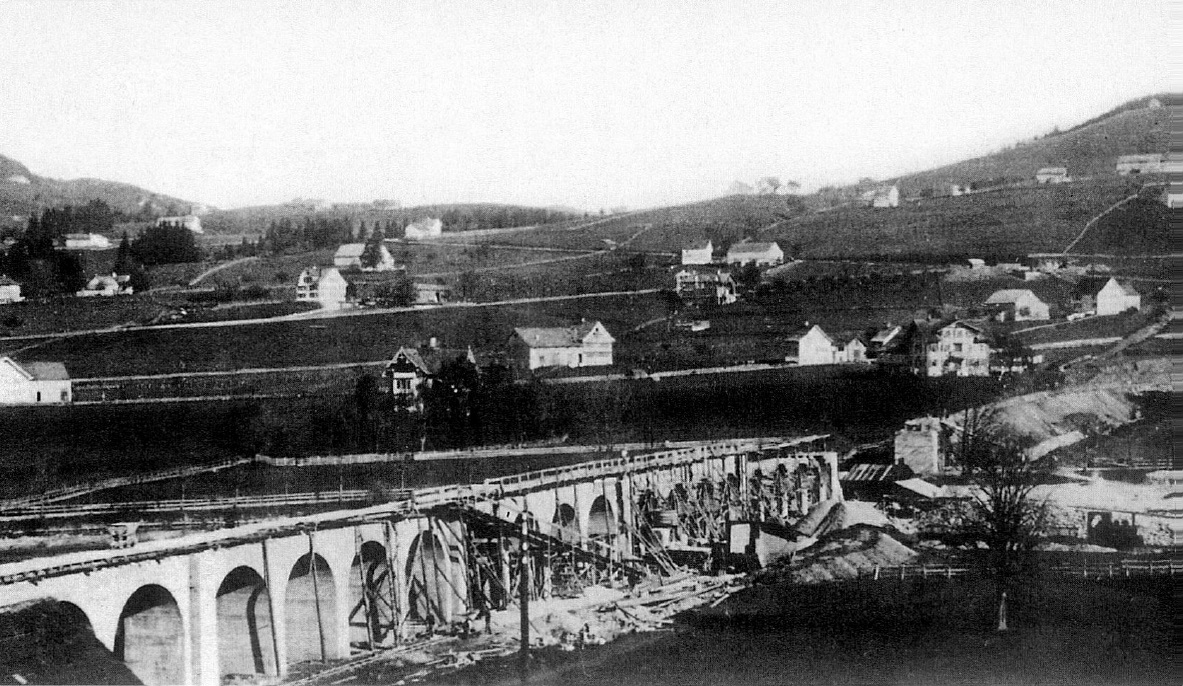
Sitterviadukt bei Appenzell kurz vor der Vollendung. Es fehlt noch das Verbindungsstück über die Sitter.

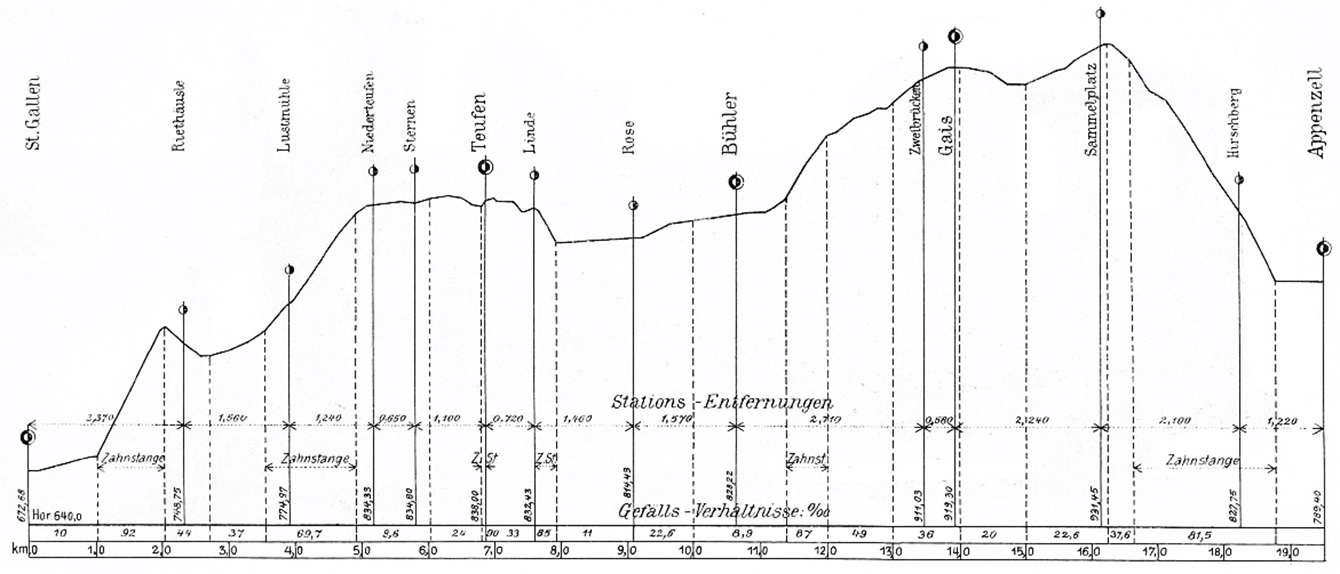
Längenprofil der Strecke St. Gallen–Gais–Appenzell. Der kurze Zahnstangenabschnitt vor Teufen wurde bereits 1909 aufgehoben.

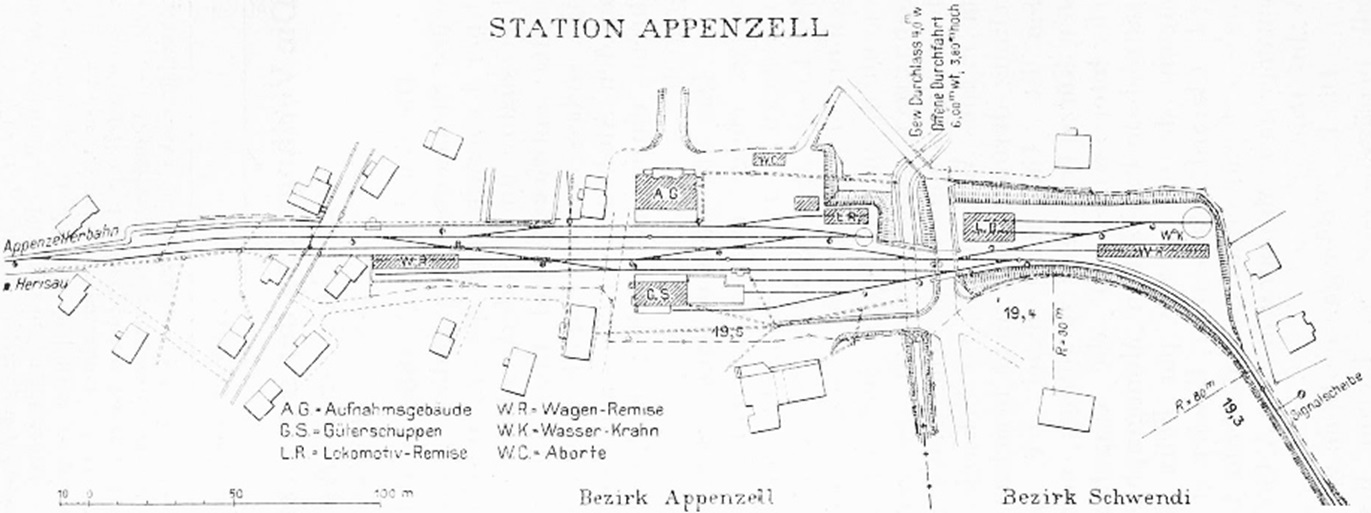
Drehscheibe, Remise und Wagenschuppen der ASt mussten auf der Ostseite (rechts) des Bahnhofs Appenzell erstellt werden

1898 wurde ein elektrisches Tram von Gais nach Appenzell und weiter in Richtung Alpstein geplant. Die Konzession dazu lief 1902 aus. So ergriff die Appenzeller Strassenbahn die Initiative zum Bahnbau nach Appenzell, wiederum unter Mitbenutzung der Strasse.
Die Bauarbeiten zur Fortsetzung nach Appenzell begannen am 10. August 1903. Aufwendigster Teil war der Bau des 296 Meter langen Sitterviadukts bei Appenzell, bis 2010 die längste schmalspurige Bahnbrücke der Schweiz. Zunächst bestand die Absicht, einen eigenen ASt-Bahnhof auf der rechten Seite der Sitter anzulegen, um sich den Bau einer Sitterbrücke zu ersparen. Die Standeskommission widersetzte sich aber und sprach sich zugunsten der Brücke aus. Die Appenzeller Bahn (AB) war über die Konkurrenz nicht erfreut und verlangte von der ASt den Bau eines eigenen Bahnhofteils mit Drehscheibe, Lokremise und Wagenschuppen auf der Ostseite des Bahnhofs. Für die Überquerung der Sitter waren durch Eisenbrücken verbundene Dämme vorgesehen. Weil das vorgesehene Schüttmaterial zu lehmig war, baute man einen Viadukt mit 32 gemauerten Bogen, einer Strassenüberführung sowie einem stählernen Mittelteil von 48 Metern Länge.
Die Linie von Gais nach Appenzell wurde am 1. Juli 1904 eröffnet. Sie verlässt den Bahnhof Gais nach Osten und wendet sich in einer engen Kurve zunächst auf eigenem Trassee nach Westen. Nach rund drei Kilometern entlang der Strasse erreicht die Bahn die Haltestelle Sammelplatz. Nun folgte eine durchgehende Zahnstange vorbei an der Haltestelle Hirschberg bis zum Anfang des Sitterviadukts. Nach dem Viadukt fahren die Züge in den Bahnhof Appenzell ein.
Für die nach Appenzell verlängerte Strecke mussten zwei Dampflokomotiven HG 2/4 Nr. 5 und 6 beschafft werden. Die beiden Maschinen wurden von der SLM in Winterthur entworfen und gebaut und waren die ersten Lokomotiven mit einem Antrieb nach dem System Winterthur. 1909 wurden zwei Dampflokomotiven der gleichen Bauart nachgeliefert. Dafür wurde nach nur 20 Betriebsjahren die Nr. 1 ausrangiert, die bereits als Baulokomotive eingesetzt gewesen war. In den Jahren zwischen 1904 und 1913 wurden weitere Personen- und Güterwagen angeschafft, die zum Teil noch heute als historische Wagen verkehren.

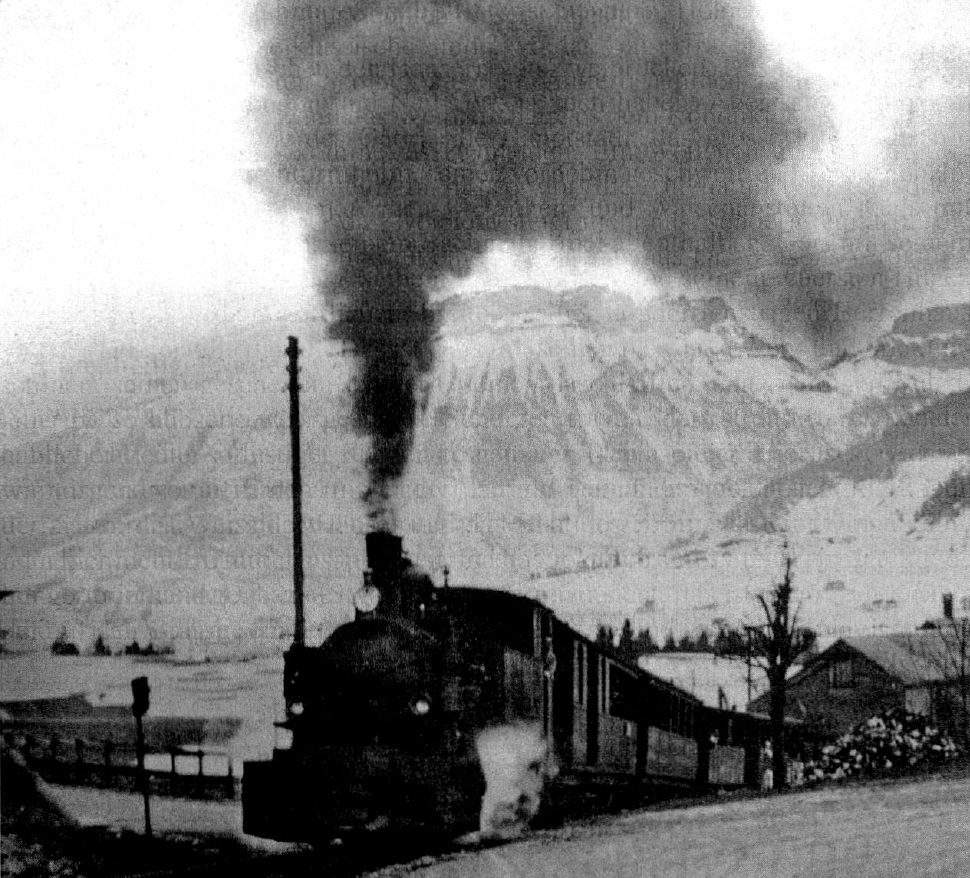
Von Appenzell kommender Zug mit einer HG 2/4 bei der Haltestelle Hirschberg
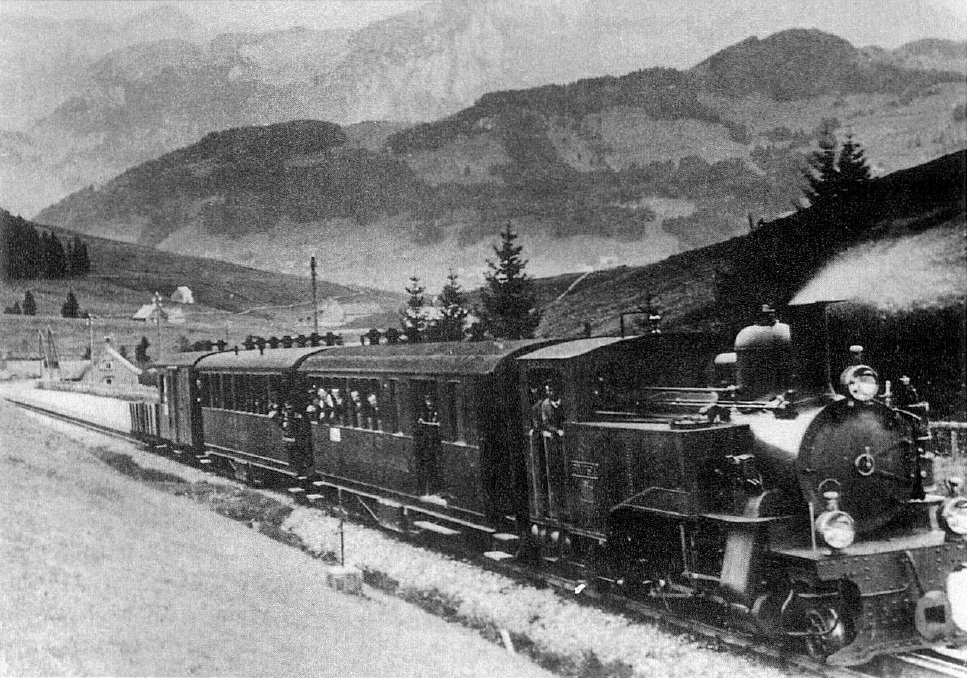
Zug mit damals modernstem Rollmaterial im Anstieg von Appenzell gegen den Sammelplatz
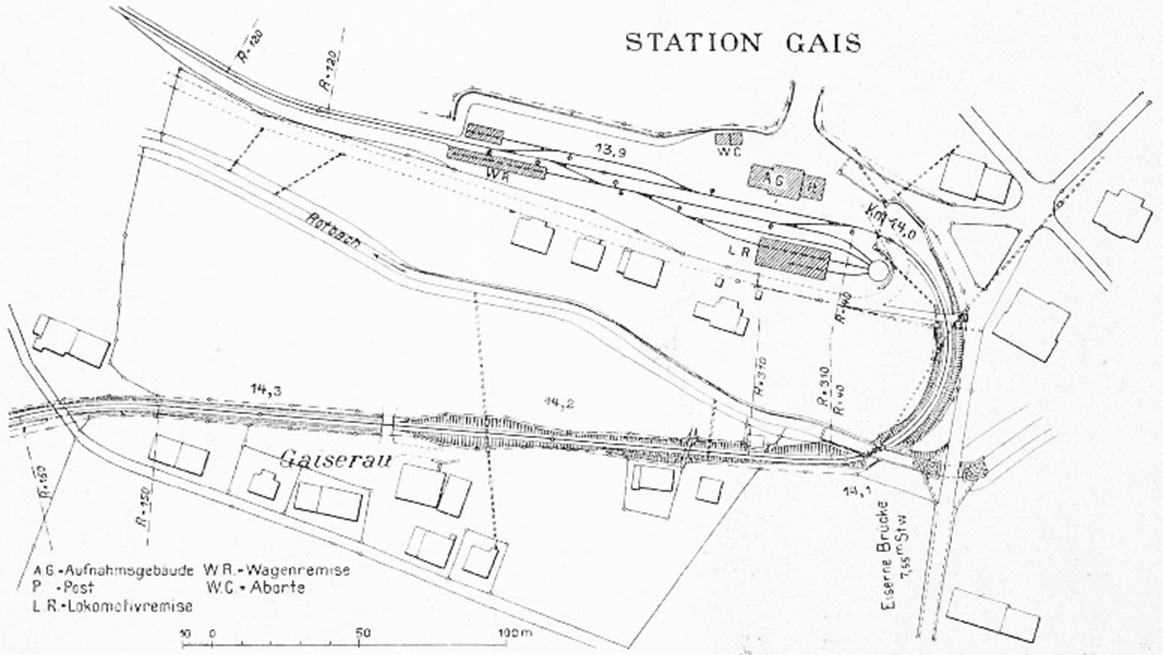
Lageplan der Station Gais nach der Eröffnung des Streckenabschnitts Gais–Appenzell
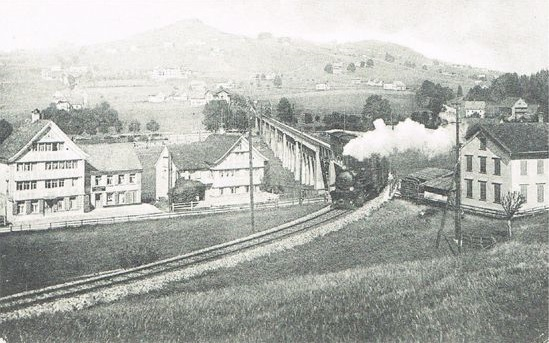
Der Zug verlässt gerade den Sitterviadukt und fährt dem Bahnhof Appenzell zu
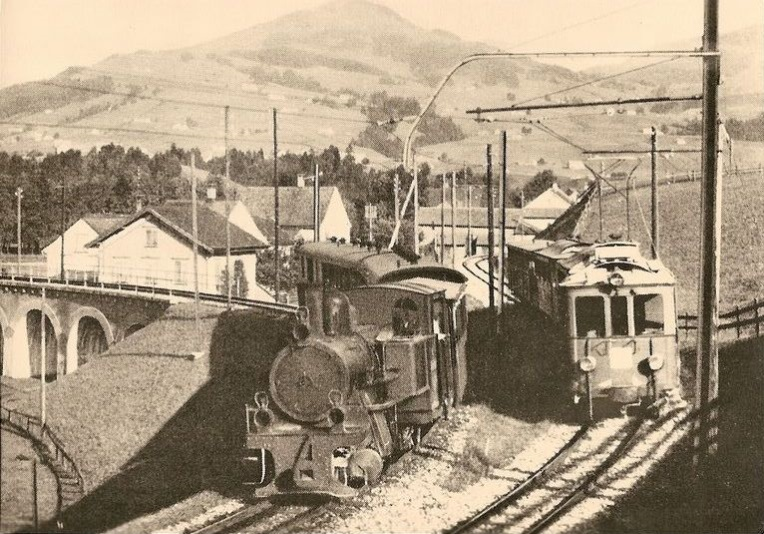
Züge der ASt und der 1912 eröffneten Säntisbahn (SB) bei der Einfahrt in den Bahnhof Appenzell

### Die ersten Betriebsjahre

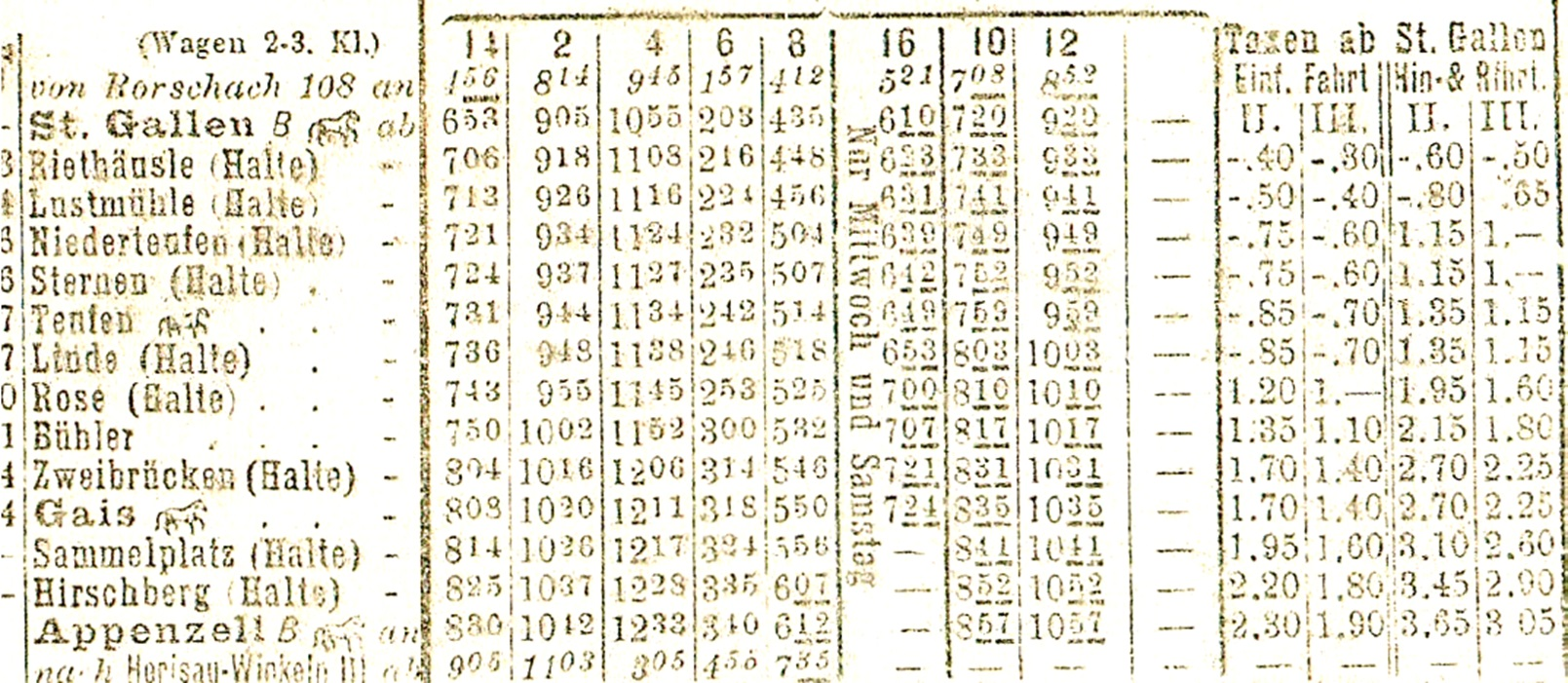
Ausschnitt aus dem Fahrplan vom 1. Mai 1904. Für die Strecke von St. Gallen nach Gais benötigte man damals fünf Viertelstunden.

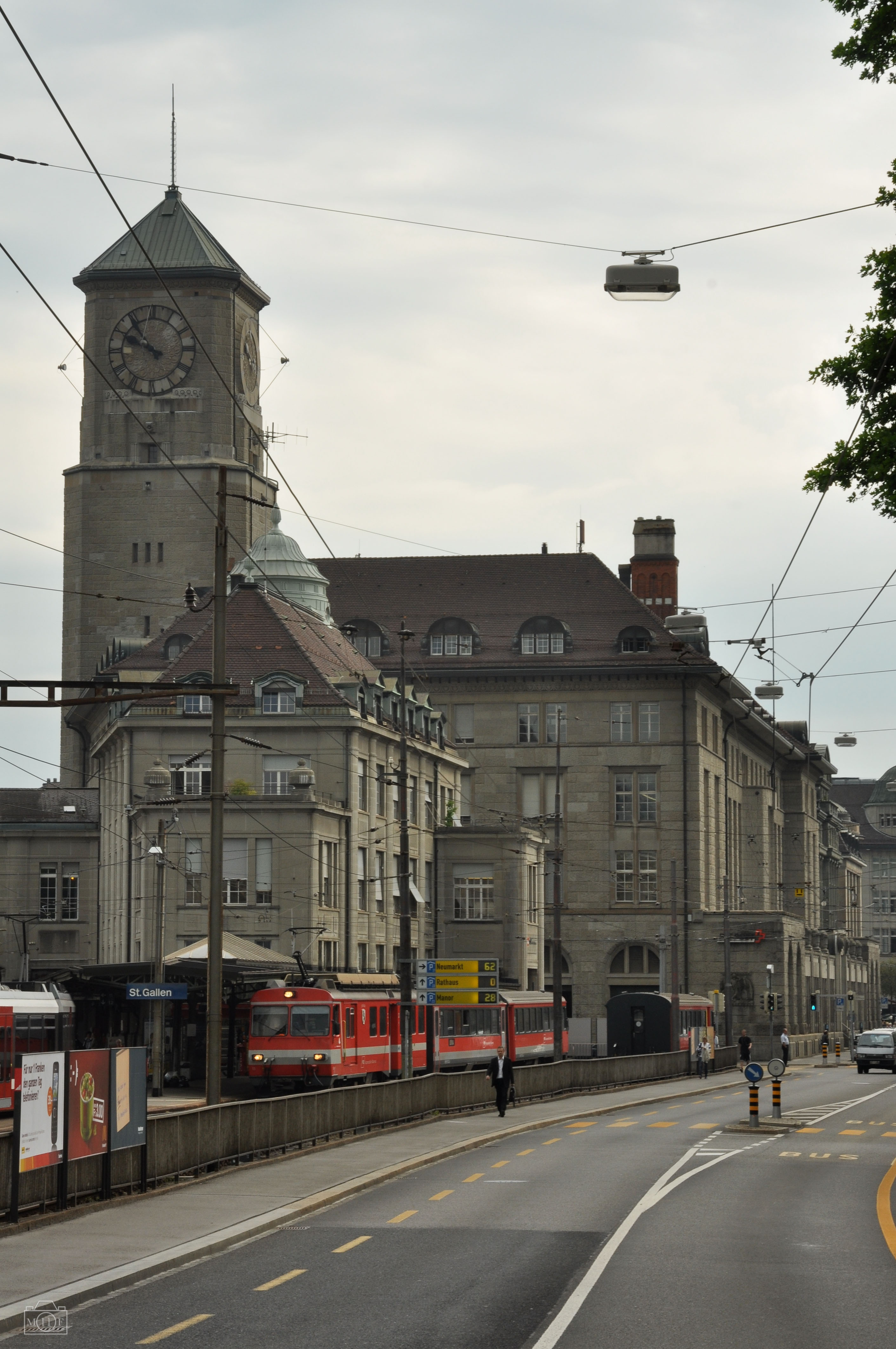
St. Galler Nebenbahnhof im Jahr 2011, im Hintergrund Gebäude der Hauptpost mit dem Turm

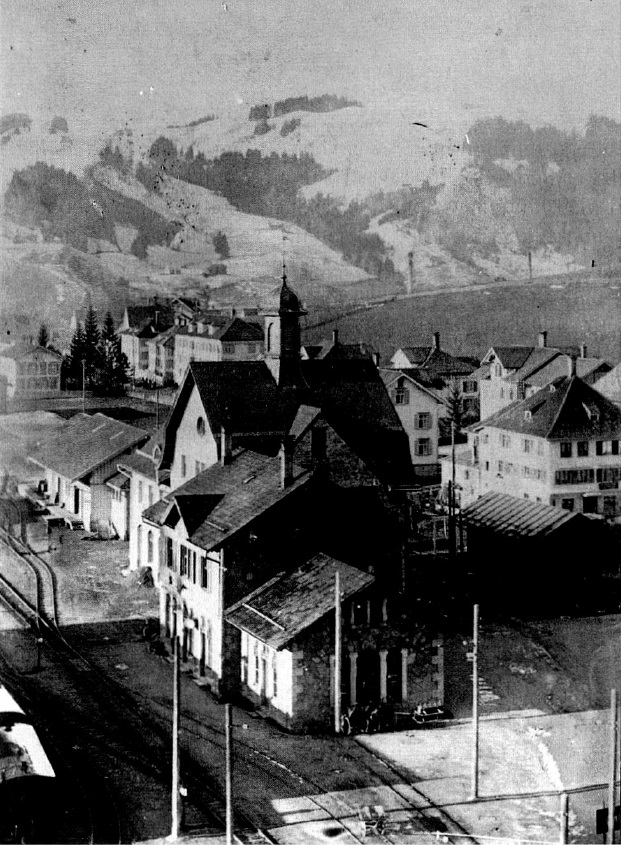
1912 vollendetes neues Stationsgebäude in Gais

Der Reiseverkehr der ASt entwickelte sich – im Gegensatz zum Güterverkehr – erfreulich. Trotzdem hatte die ASt einige finanzielle Startschwierigkeiten zu überwinden. Gegen Ende der 1890er-Jahre stabilisierte sich die Finanzlage. Die Verlängerung nach Appenzell brachte einen weiteren Aufschwung des Verkehrs.
Die Verschiebung des Bahnhofes Teufen zum heutigen Standort erlaubte die Aufhebung eines kurzen Zahnstangenabschnittes. Im Untergeschoss des grosszügigen Gebäudes von 1909 waren die Post und die örtliche Telefonzentrale, im Obergeschoss die Direktion der ASt und Dienstwohnungen untergebracht. Eine weitere Ergänzung der Bahnhofanlagen brachte 1911 die Eröffnung der schmalspurigen Altstätten-Gais-Bahn (AG). Sie begann beim SBB-Bahnhof Altstätten und benützte bis Altstätten Stadt die Tramgeleise der Strassenbahn Altstätten–Berneck. Gais wurde zum betrieblichen Mittelpunkt und erhielt im Zusammenhang mit der neuen Linie nach Altstätten 1911 ein neues grösseres Stationsgebäude. Die von Anfang an elektrisch, mit 1000 Volt Gleichstrom betriebene Altstätten-Gais-Bahn benützte damals wie heute in Gais das Gleis 1.
Grosse Veränderungen gab es in St. Gallen mit der Erstellung der neuen Bahnhofanlagen. Der Bau des ausgedehnten Güterbahnhofs führte 1901 zu einer Verlegung der ASt-Strecke mit zwei neuen engen Kurven. Von 1910 bis 1914 folgten verschiedene Bauphasen für die Verlegung der ASt und die neue Abfahrtstelle. Der heute noch betriebene Nebenbahnhof wurde 1914 durch die Stadt erstellt und ermöglicht dank einem Verbindungstrakt einen gedeckten Zugang zu den SBB-Anlagen. Das gedeckte Perron diente auf der Nordseite den Zügen der Trogenerbahn (TB). Auf der Südseite stand der ASt eine dreigleisige Anlage mit einer Drehscheibe auf der Ostseite zur Verfügung. Bis um etwa 1980 bestand eine – allerdings nur selten benützte – Gleisverbindung zwischen TB und SGA im Bereich der Abstellgleise.
Die Eröffnung der mit 1000 Volt Gleichstrom elektrifizierten Säntisbahn Appenzell–Wasserauen am 13. Juli 1912 führte zu einer weiteren Zunahme des Reiseverkehrs. Mit dem Beginn des Ersten Weltkriegs geriet die ASt in finanzielle Schieflage. Die Erträge vor allem aus dem Personenverkehr brachen sofort ein. Die Betriebsergebnisse reichten nicht mehr aus, die Zinsen zu zahlen. 1922 musste die ASt finanziell saniert werden, wobei 80 Prozent des Aktienkapitalwerts abgeschrieben wurde. Die wirtschaftliche Lage liess auch nachher keine Wende zum Besseren zu.

## Elektrische Bahn St.Gallen–Gais–Appenzell

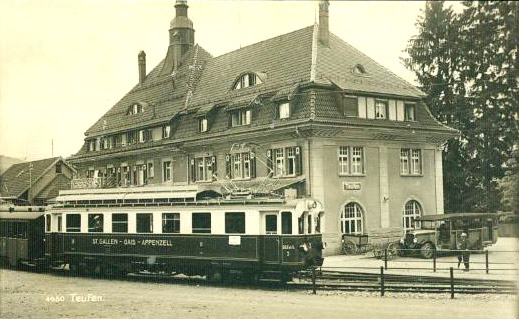
Triebwagen BCFeh 4/4 5 vor dem 1909 erstellten Bahnhofsgebäude Teufen

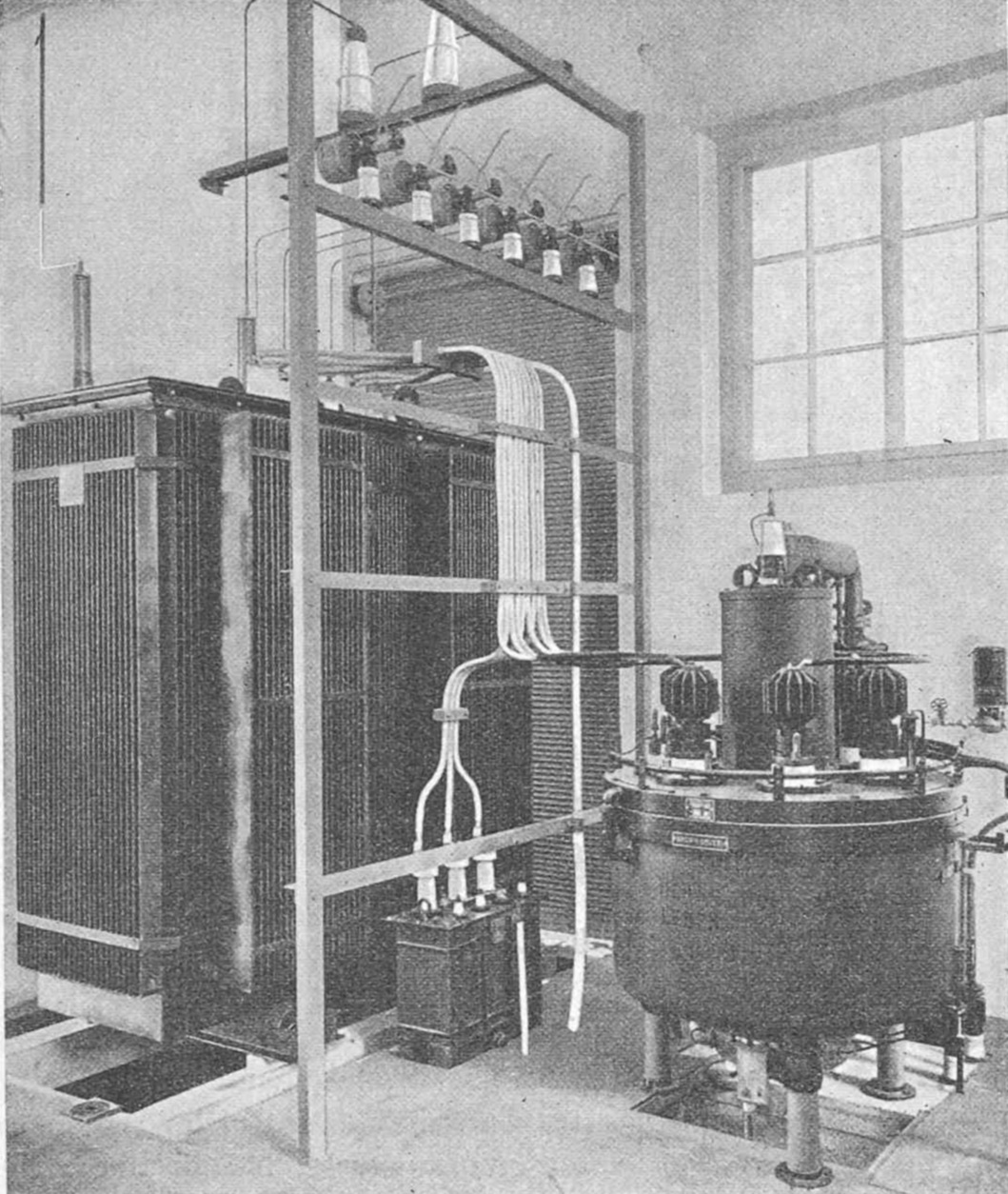
Transformator und Gleichrichter im Unterwerk Gais

Die ASt wurde elektrifiziert und der Name in Elektrische Bahn St. Gallen–Gais–Appenzell, kurz St. Gallen-Gais-Appenzell-Bahn, (SGA) geändert. Der elektrische Betrieb mit 1500 Volt Gleichstrom wurde am 23. Januar 1931 aufgenommen.

### Elektrifizierung
Am 20. März 1929 fasste der Verwaltungsrat den Entschluss, die Gaiserbahn zu elektrifizieren. Das ermöglichte nicht nur eine Rationalisierung des Betriebs, sondern befreite die durchfahrenen Dörfer auch von der Rauchplage. Das schwierige Trassee mit den engen Kurven verlangte beim Bau der elektrischen Triebwagen neue Lösungen. Angeschafft wurden fünf BCFeh 4/4 1–5 für gemischten Adhäsions- und Zahnradbetrieb. Die fünf grün/crème-farbenen Triebwagen mit der späteren Bezeichnung ABDeh 4/4 beherrschten nach der Elektrifizierung fünfzig Jahre lang das Bild der SGA. Sie ermöglichten bei schwachem Verkehr als Einzelfahrer eine billigere Betriebsweise gegenüber einem mit einer Lokomotive bespannten Zug. Dank ihrer Höchstgeschwindigkeit von 40 km/h konnten sie die Fahrzeiten gegenüber der Dampftraktion verkürzen.
Den Strom für den Bahnbetrieb liefern die St. Gallisch-Appenzellischen Kraftwerke (SAK) an die damals zwei Gleichrichterstationen in Niederteufen und Gais. Jedes Unterwerk umfasste eine Gleichrichtergruppe mit 600 kW Dauerleistung. In den Bahnhöfen wurden grössere Anpassungen nötig, wobei in St. Gallen, Gais und Appenzell Rücksicht auf die bereits vorhandenen Fahrleitungen der benachbarten Bahnen mit anderen Stromsystemen genommen werden musste. Die Dampflokomotiven und die Drehscheiben in St. Gallen, Gais und Appenzell wurden nach der Elektrifizierung abgebrochen und die Zahnstange auf dem 319 Meter langen Abschnitt Watt–Lustmühle mit 52 ‰ Steigung entfernt.
Heute wird die Fahrleitung von den Gleichrichterstationen Liebegg, Niederteufen, Gais und Appenzell versorgt. Das Netz kann auch vom Gleichrichter in Altstätten gespeist werden.

## St.Gallen-Gais-Appenzell-Altstätten-Bahn
Im Dezember 1949 beschlossen ausserordentliche Generalversammlungen der SGA und der 1911 eröffneten Altstätten-Gais-Bahn (AG) die Fusion, rückwirkend per 1. Januar 1948 zur St. Gallen-Gais-Appenzell-Altstätten-Bahn (SGA).

### Fusion mit der Altstätten-Gais-Bahn

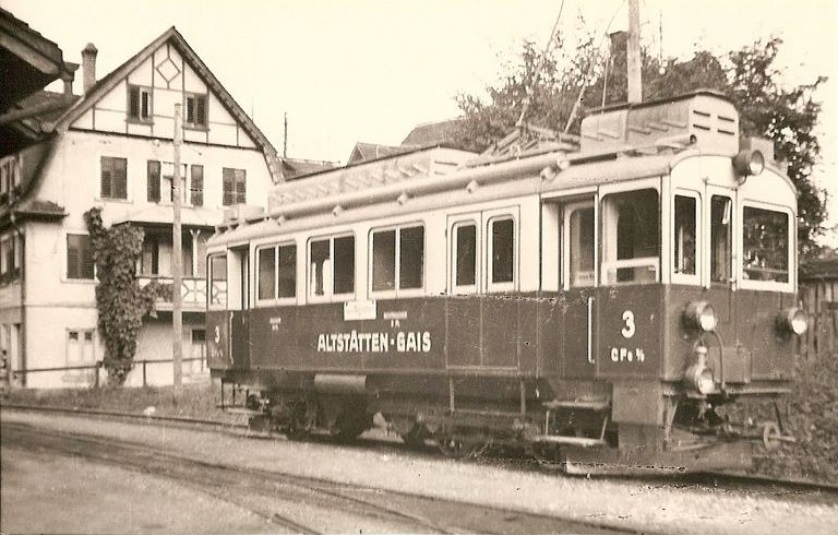
Mit der Fusion 1948 kamen die CFe 3/3 in den Bestand der SGA

Die Frage nach der Umstellung auf Busbetrieb beschäftigte die Verantwortlichen der SGA während Jahrzehnten. Nach dem Zweiten Weltkrieg erwartete man, dass sich die Rechnungsabschlüsse der Bahnen verschlechtern würden. Das Privatbahnhilfegesetz ermöglichte daher die Sanierung von Bahnbetrieben, forderte aber auch Rationalisierungsmassnahmen. In den beiden Kantonen Appenzell strebte man eine Fusion von damals vier verschiedenen Bahnbetrieben an. Es gelangen aber nur zwei Zweierfusionen. Am 1. Januar 1948 kam die Altstätten-Gais-Bahn (AG) zur SGA und die Säntisbahn zur Appenzeller Bahn.
Die Bundeshilfe von 2,1 Millionen Franken wurde zur Erneuerung der Strecke Altstätten–Gais und zur Beschaffung von drei Triebwagen BCFeh 4/4 Nr. 6–8 und drei Leichtstahlwagen C4 71–73 eingesetzt. Die Triebwagen mit starr verkuppeltem Adhäsions- und Zahnradantrieb läuteten eine neue Epoche ein. Sie konnten auf allen vorhandenen Zahnradstrecken verkehren, auf dem Teilstück Altstätten–Gais mit 160 ‰ und auf der Strecke St. Gallen–Appenzell mit bis zu 100 ‰ Steigung. Später wurde die Bezeichnung in ABDeh 4/4 6–8 geändert. ABDeh 4/4 6 trug seit 1986 Namen und Wappen der Gemeinde Altstätten.
Zur Vereinheitlichung des Stromsystems der SGA wurde die Fahrleitungsspannung der AG-Strecke von 1000 Volt auf 1500 Volt erhöht. Von den vorhandenen Triebwagen CFe 3/3 1–3 und dem CFe 4/4 4 wurde nur die Nummer 2 an die neue Spannung angepasst.

### Der Kampf ums Überleben

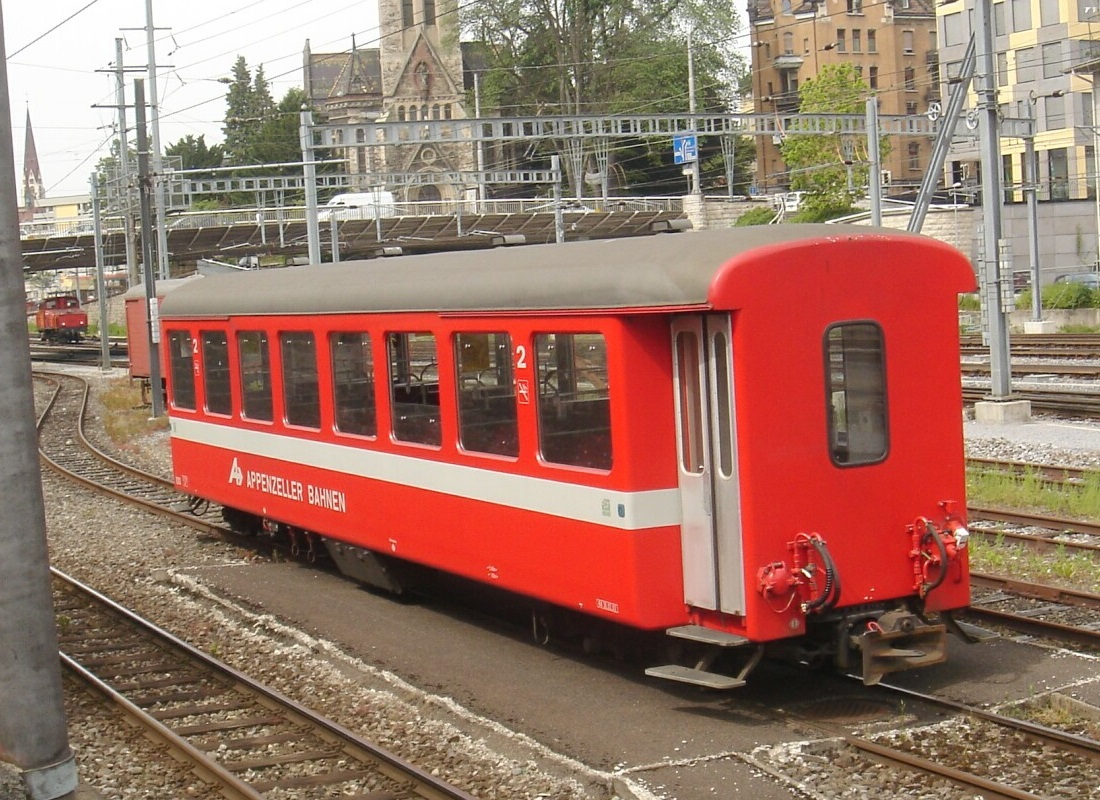
Der B 83 (hier als B 283 der AB) gehörte zu den letzten Wagen, die die SGA aus eigenen Mitteln beschaffen konnte

Das Überleben der Gaiserbahn war durch eine grosse Anzahl von Gutachten gesäumt, welche mehrfach die Umstellung auf die Strasse empfahlen. Vor jeder grösseren Investition wurde eine Expertise durchgeführt. Im Jahr 1964 konnten noch drei Personenwagen B 81–83 aus eigenen Mitteln angeschafft werden. Dann wurden die Rechnungsabschlüsse der SGA defizitär. Noch immer befassten sich die Experten mit der Frage Bahn oder Bus. 1970 lag dann ein entscheidendes Gutachten vor, das die Beibehaltung der Bahn und die Umstellung auf Adhäsionsbetrieb empfahl.
In Altstätten machten der SGA die Behinderungen durch den Strassenverkehr zu schaffen. Nachdem am 2. Juni 1973 die Rheintalischen Verkehrsbetriebe den Trambetrieb auf dem verbliebenen Teilstück eingestellt hatten, entschloss sich auch die SGA, ab dem 1. Juni 1975 den Abschnitt Altstätten SBB–Altstätten Stadt nicht mehr zu bedienen.

### Rollbockbetrieb
Um normalspurige Wagen auf dem Meterspurnetz befördern zu können, ging bereits am 1. Juli 1978 eine Rollbockanlage in Gossau in Betrieb. Mit der Beseitigung der meisten Zahnstangenabschnitte wurde der Rollbockbetrieb 1989 auf den Abschnitt Appenzell–Gais und am 1. Juni 1990 auf den Abschnitt Gais–Teufen ausgeweitet. Wegen sinkenden Volumens beendete SBB Cargo die Bedienung des AB-Meterspurnetzes per Ende 2003, und per Ende Juli 2010 wurde die Rollbockanlage stillgelegt.

### Sanierung der Strecke St.Gallen–Appenzell
Die Strecke St. Gallen–Appenzell musste nahezu vollständig erneuert werden. Die Umstellung des Abschnitts St. Gallen–Riethüsli auf Adhäsionsbetrieb konnte vorerst nicht realisiert werden. Der geplante Riethüslitunnel wäre teurer zu stehen gekommen als ursprünglich geplant, so dass sein Bau zurückgestellt wurde. Die Aufhebung dieses Zahnradabschnitts erfolgte am 7. Oktober 2018 mit der Eröffnung des Ruckhaldetunnels.
Dank dem Neubau der nun erhöhten Goldibachbrücke zwischen Teufen und Bühler konnte das Gefälle auf 62 ‰ reduziert und seit dem 22. Juni 1976 auf die Zahnstange verzichtet werden. Die Ausmerzung des Zahnstangenabschnitts Strahlholz zwischen Bühler und Gais erforderte eine grössere Linienkorrektur, die am 23. April 1983 in Betrieb genommen wurde. Im Raum Appenzell-Hirschberg wurde die Zahnstange 1977 und 1978 entfernt. Dazu wurde die Strecke um 372 Meter verlängert. Die neue Linienführung mit der sogenannten Hirschbergschleife wurde am 27. Mai 1979 eingeweiht. Sie erlaubt den Reisenden einen guten Ausblick auf den Alpstein und den Talkessel von Appenzell.

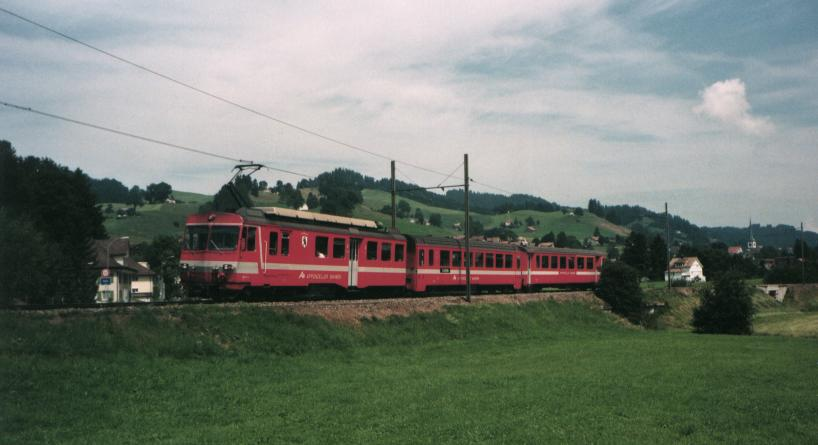
Pendelzug mit BDeh 4/4 bei Gais. Der Zwischenwagen wurde bereits von den Appenzeller Bahnen beschafft.

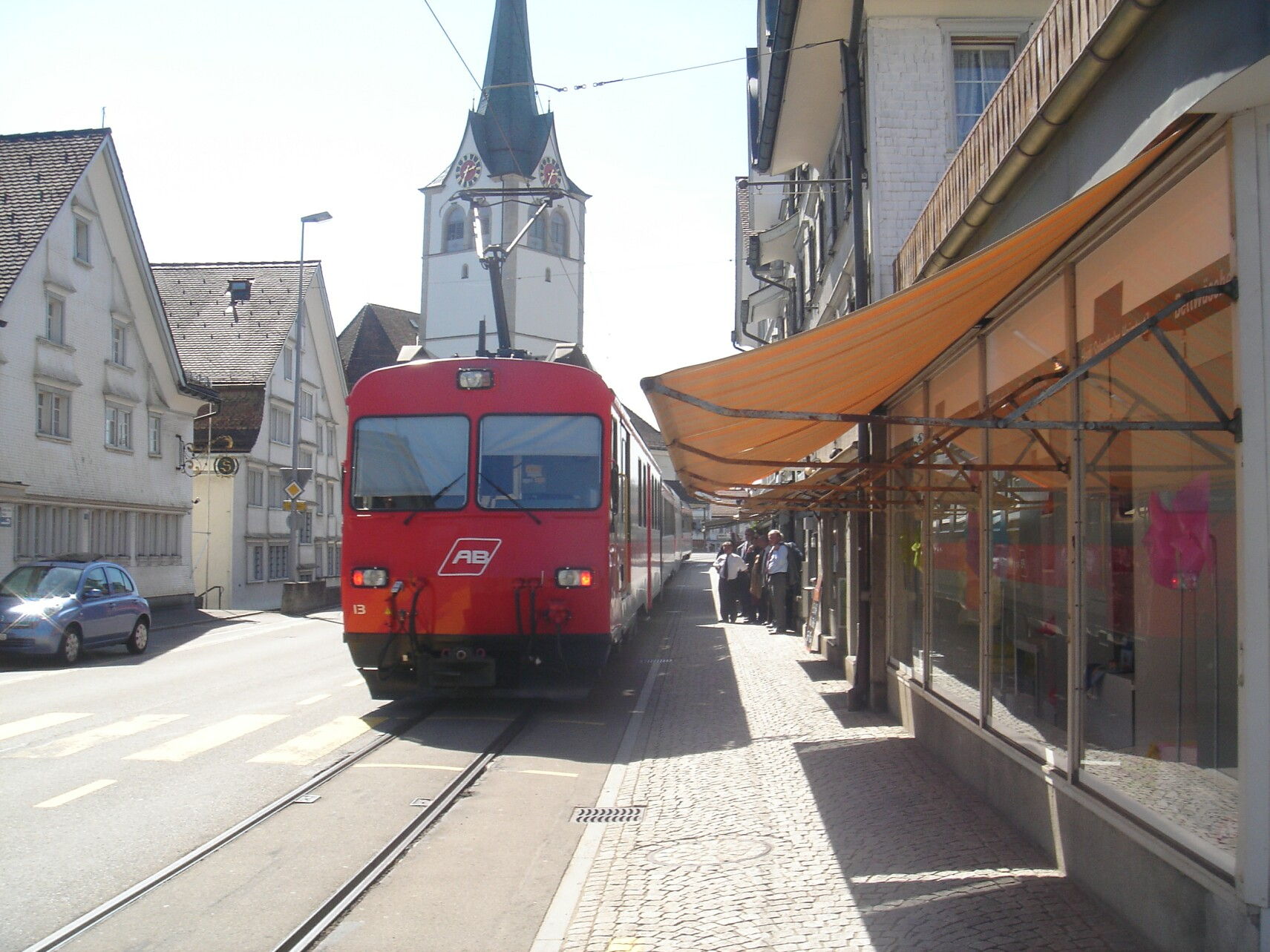
Die Trennung von Bahn und Strasse ist in Teufen heute noch nicht abgeschlossen

1980/81 sanierte die SGA den verbliebenen Zahnstangenabschnitt Ruckhalde und rekonstruierte die Hangentwässerung. Dabei wurde die Linienführung leicht korrigiert, wodurch sich die Steigung auf 100 ‰ vergrösserte. Wegen der schwierigen Beschaffung der Zahnstangen kommen auf diesem Abschnitt seither die Systeme Strub und Von Roll zum Einsatz. Der enge Radius der Ruckhaldekurve von 30 Metern liess die Verwendung der Strubschen Zahnstange nicht zu, und die SGA baute Zahnstangen des Systems Riggenbach.
1981 erfolgte die Erneuerung des Fahrzeugparks mit den vier Pendelzügen BDeh 4/4 11–14 und den zugehörigen Steuerwagen ABt 111–114. Eine fünfte gleiche Komposition wurde zunächst auf Kosten der Appenzeller Bahn gekauft und der SGA überlassen. 1986 kam sie offiziell in den Bestand der SGA. Zwei weitere Pendelzüge, die auch nach Altstätten fahren können, wurden 1993 nachgeliefert. Diese Pendelzüge, meist mit einem Zwischenwagen, bewältigen heute den Verkehr zwischen St. Gallen und Appenzell.
Die Bemühungen, bei zunehmendem Strassen- und Bahnverkehr die beiden Verkehrsträger zu trennen, dauerten Jahrzehnte und sind noch nicht abgeschlossen. Meistens erlaubten fällige Strassenerneuerungen der Bahn, abschnittweise weg von der Fahrbahn auf ein eigenes Trassee am Rand der Strasse zu kommen.
Von 1983 bis 1985 wurde der Bahnhof Appenzell neu konzipiert und gebaut. Damit die auf Rollböcken verladenen Güterwagen von Appenzell nach Gais und Teufen transportiert werden konnten, mussten 1989 die Portale des Sitterviadukts erweitert werden.

### Fusion zu den Appenzeller Bahnen
1970 schufen die SGA und die Appenzeller Bahn (AB) eine gemeinschaftliche Direktion, nachdem sich die SGA zunächst über Jahre hinweg strikt gegen jede Zusammenarbeit gewehrt hatte. Im Verlaufe der Zeit wurde der Betrieb der beiden Bahnen vereinheitlicht. Per 1. Januar 1988 fusionierten sie schliesslich miteinander zu den Appenzeller Bahnen (AB).

### Historischer Wagenpark
Der Personenwagenpark der SGA war recht bunt. Neben den 13 dreiachsigen Fahrzeugen aus der Gründerzeit kamen nach 1913 Vierachser sowie umgebaute Brünigwagen zum Einsatz. Die Züge der SGA verkehrten häufig mit einem bis zwei Personenwagen und einem nur 8 Meter langen Gepäckwagen. Mit Rücksicht auf die Strassenbenützung, welche einst vorherrschte und in Teufen heute noch besteht, hatten die Wagen keine Toiletten.
Auch die Güterwagen wiesen ein dreiachsiges Lenkachs-Untergestell auf. Ursprünglich waren 16 vorhanden. 1899/1904 kamen noch einmal 12 dazu, überdies drei Fakultativwagen. Aus dem Bestand der Altstätten-Gais-Bahn kamen drei zweiachsige Personenwagen, zwei gedeckte und zwei offene Güterwagen zur SGA. 1954 kamen zwei gedeckte Güterwagen in Betrieb, die von den SBB (Brünigbahn) übernommen worden waren. Verschiedene Güterwagen wurden auch zu Dienstwagen umgebaut. 1985 begann die Ausrangierung der Güterwagen; heute sind nur noch wenige Exemplare als historische Fahrzeuge oder für Dienstzwecke vorhanden.
Den Finanznöten der Bahn seit den 1920er-Jahren ist es unter anderem zu verdanken, dass viele Fahrzeuge nicht verschrottet, sondern in Reserve gehalten wurden. So besitzen die Appenzeller Bahnen eine fast lückenlose Sammlung historischer Fahrzeuge. Zwar wurden die Dampflokomotiven nach der Elektrifizierung abgebrochen, aber viele Wagen der Appenzeller Strassenbahn sind erhalten geblieben.

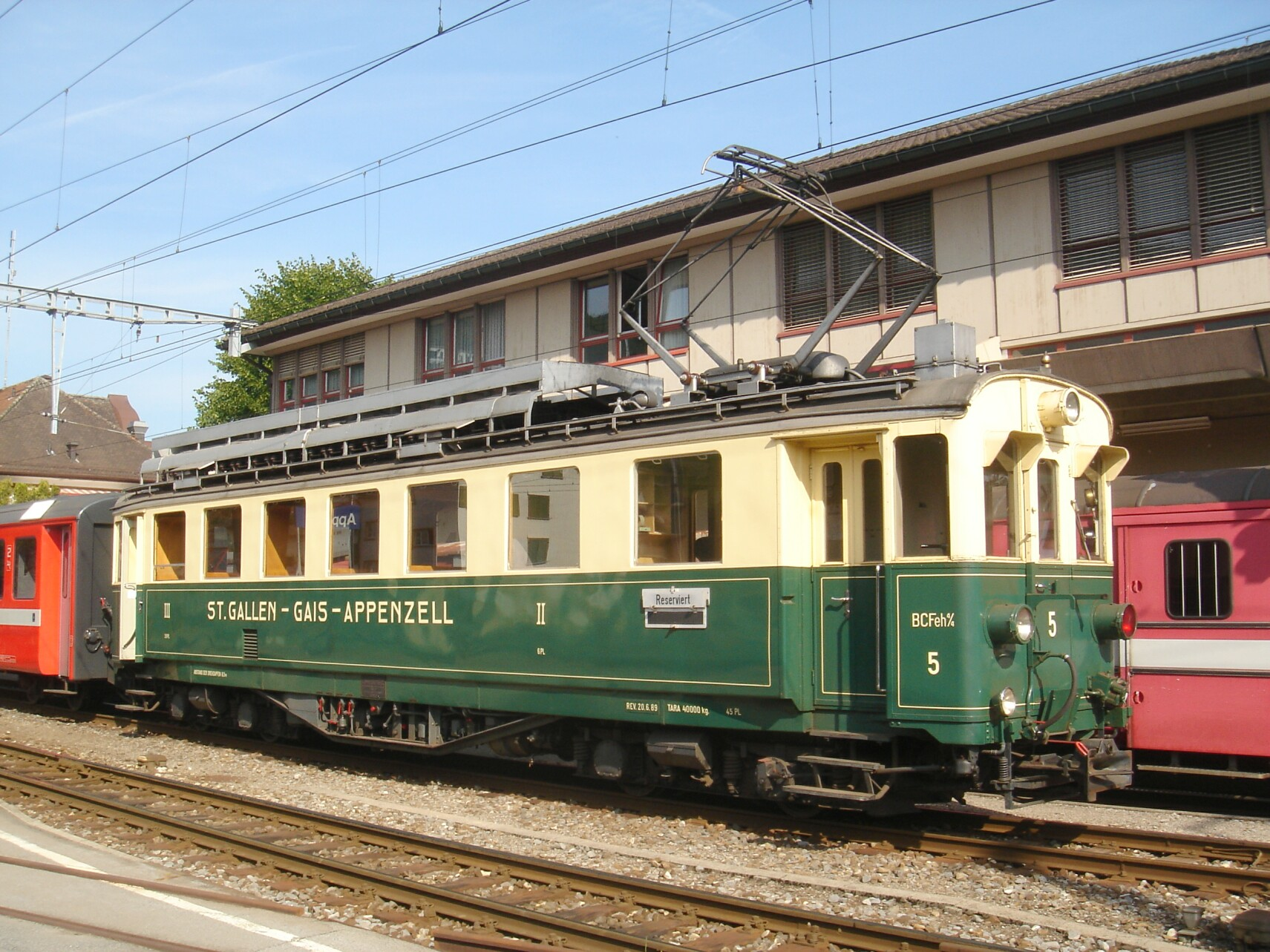
SGA BCFeh 4/4 5 aus dem Jahr 1931 in Appenzell
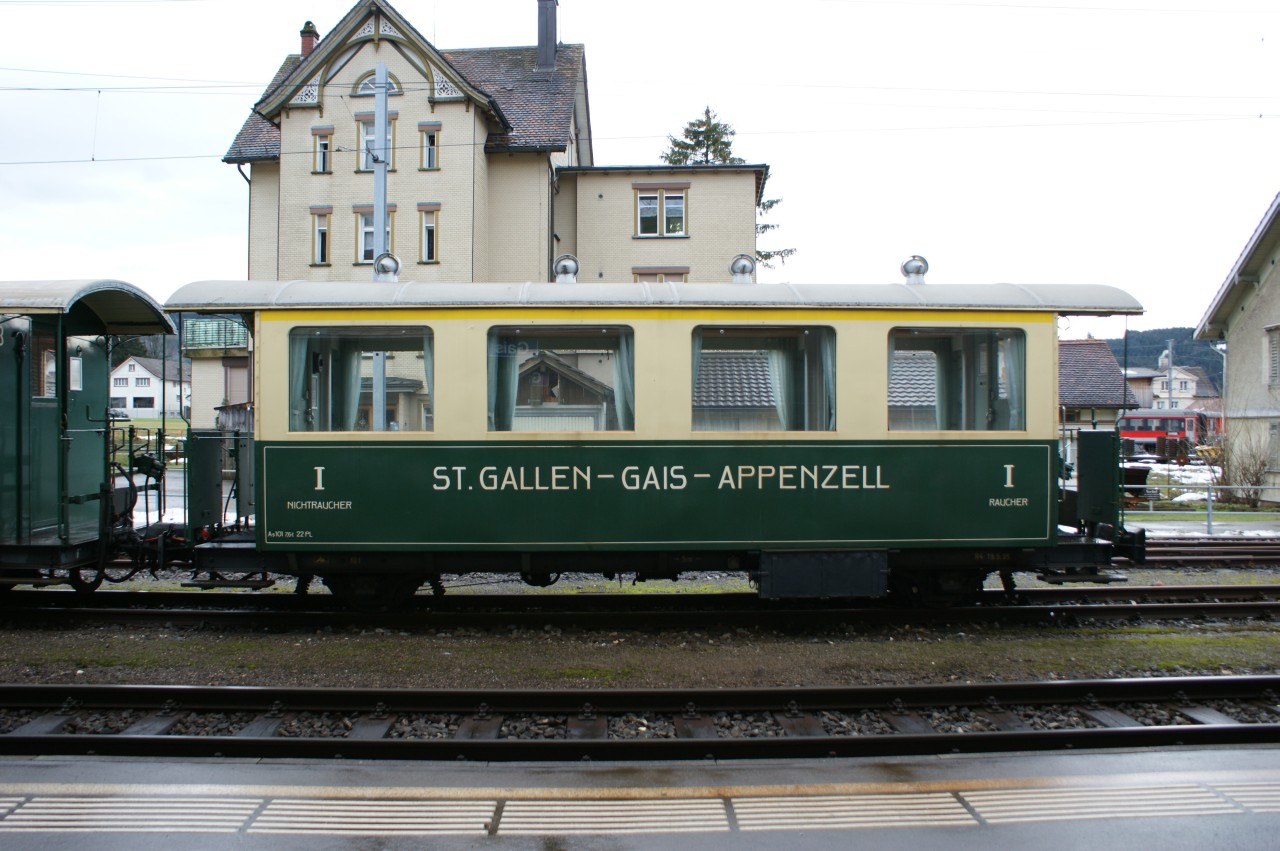
Erstklasswagen As 101, Baujahr 1904
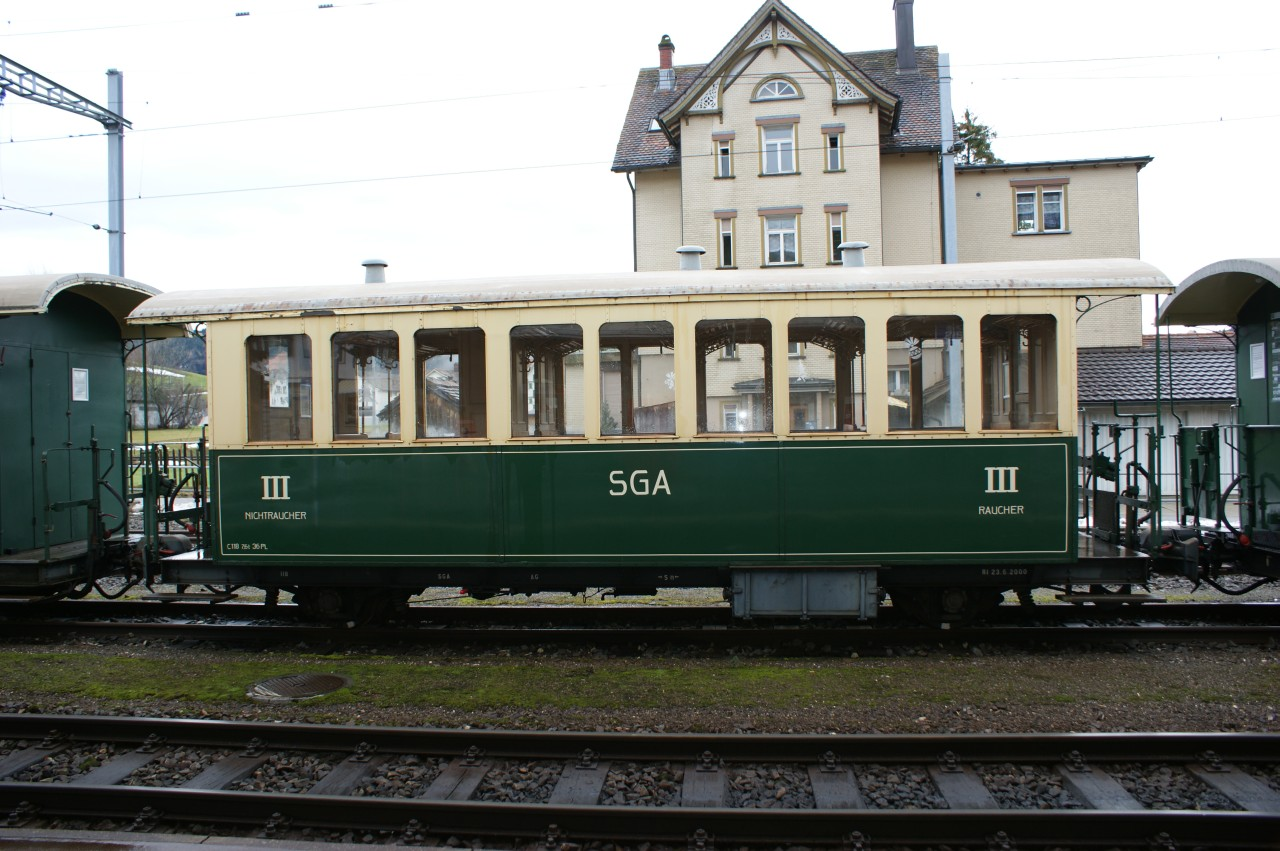
Wagen B 118 aus dem Jahr 1904 105 Jahre später im Bahnhof Gais
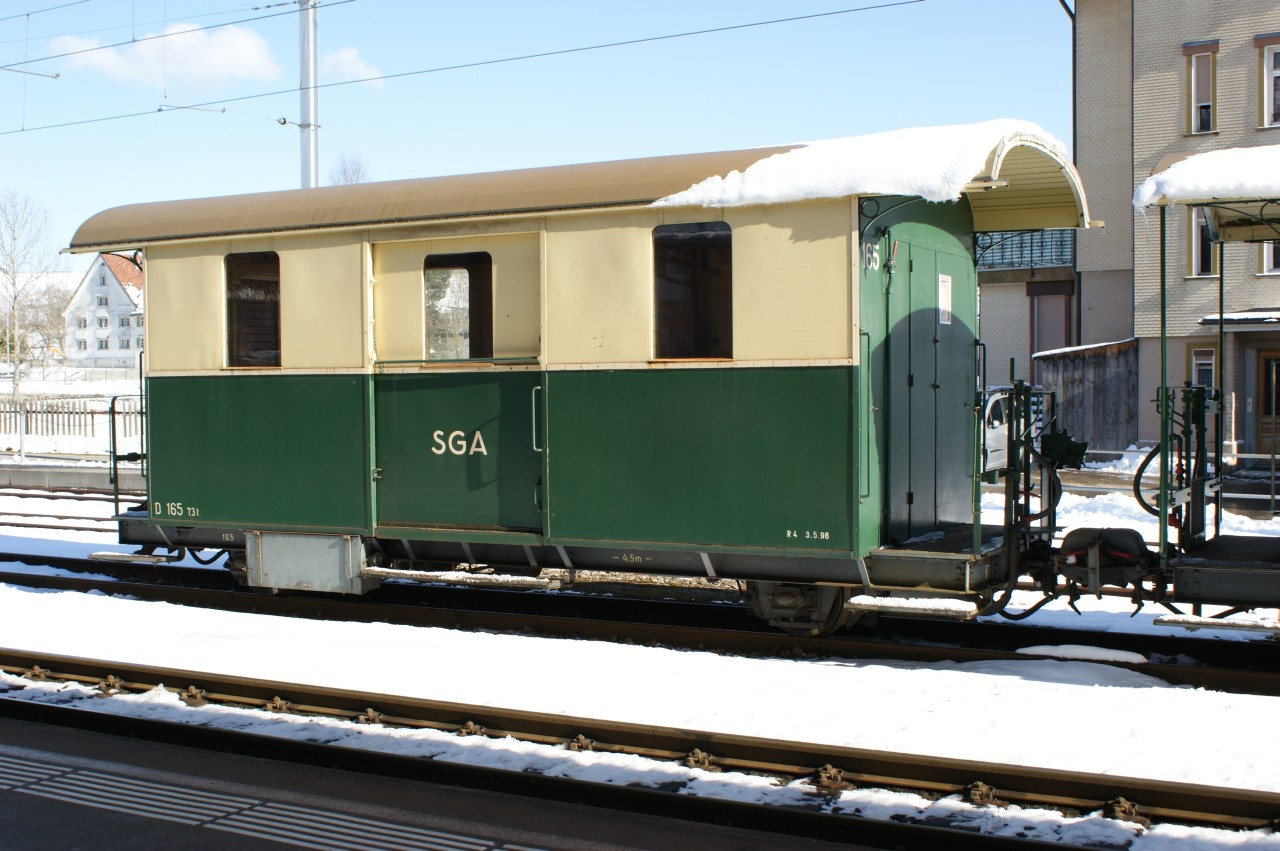
Gepäckwagen D 165 aus dem Jahr 1889, 1947 umgebaut
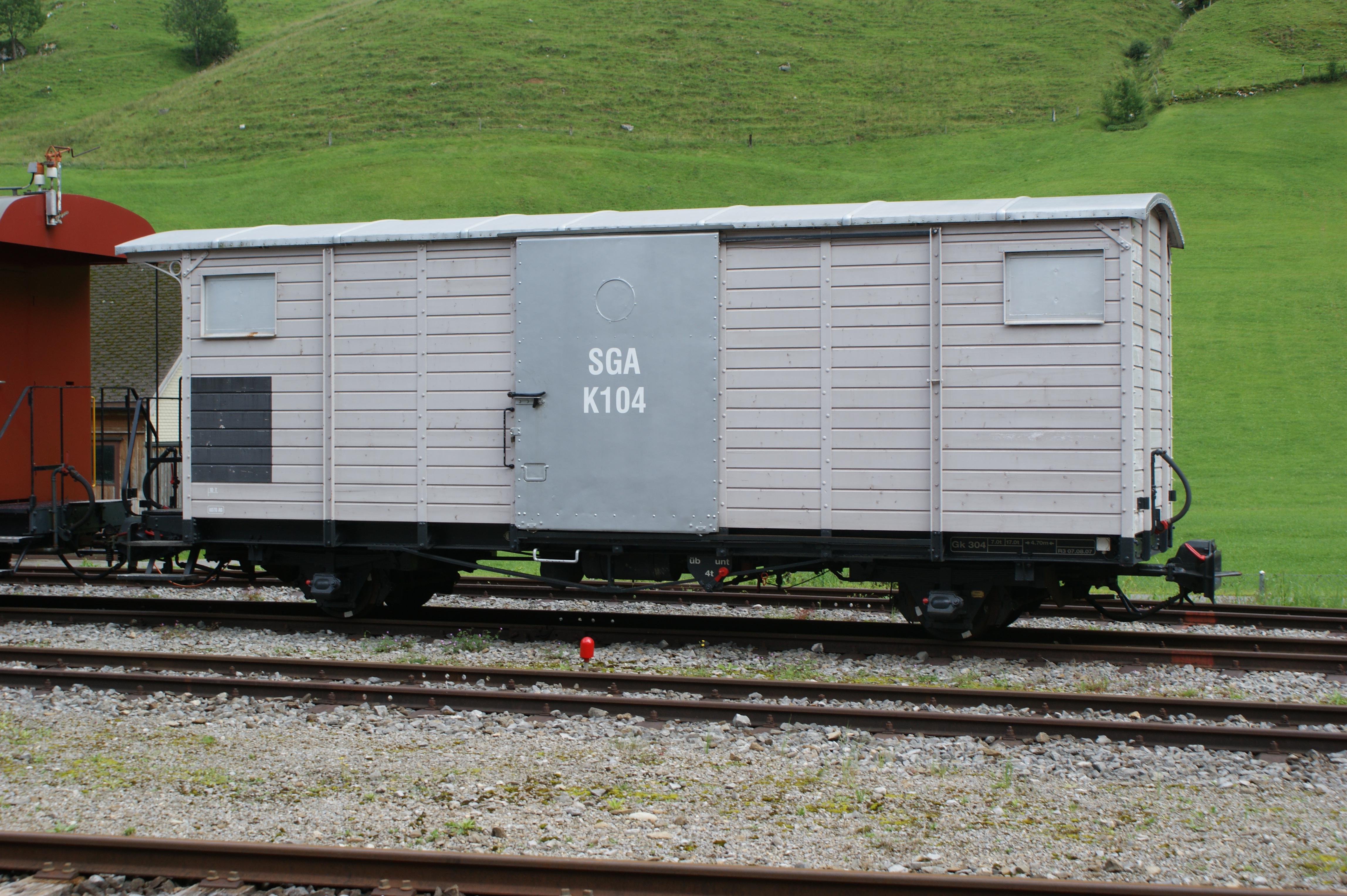
Restaurierter gedeckter Güterwagen K 104 von 1889
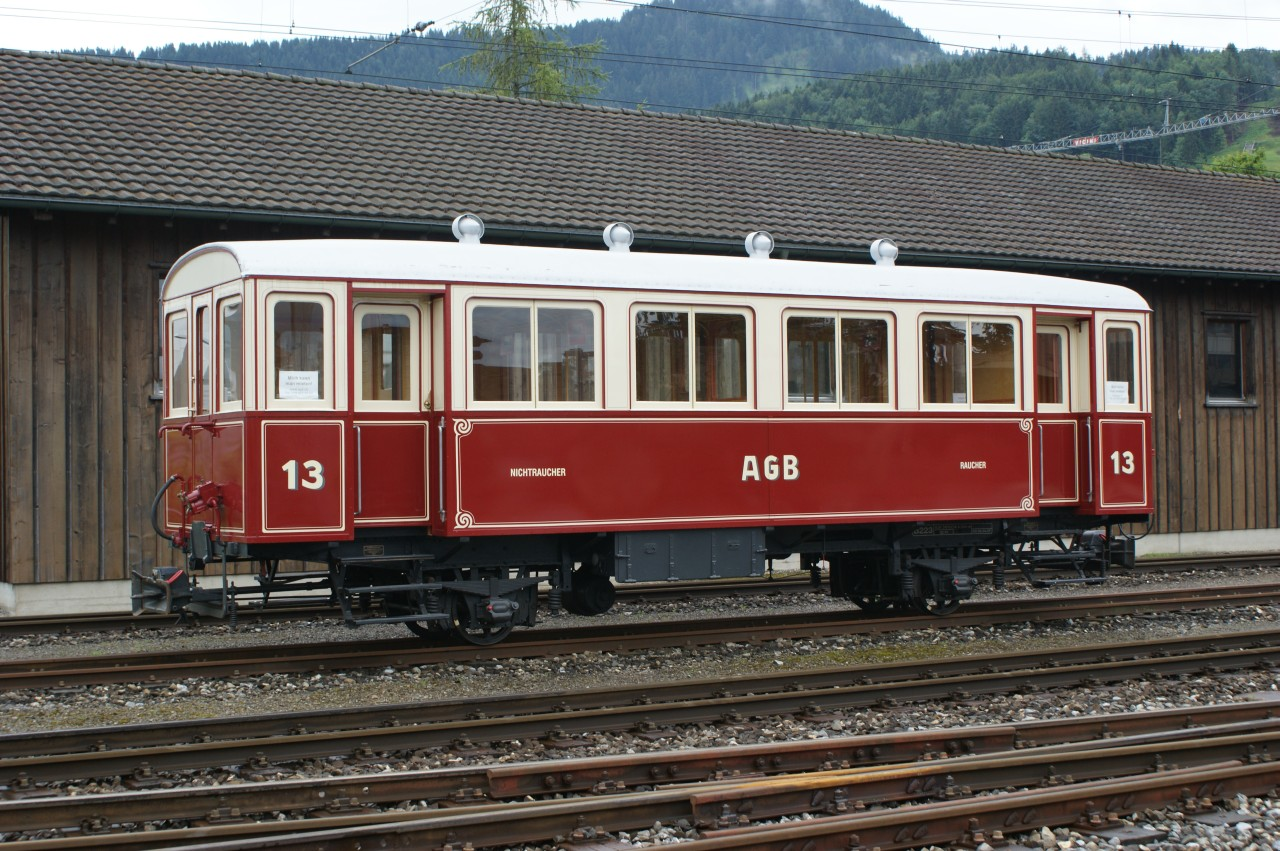
Von der Altstätten-Gais-Bahn stammender C 13 in Appenzell